# ドリーム号 (東京 - 京阪神)
ドリーム号（ドリームごう）は、ジェイアールバス関東と西日本ジェイアールバスが共同運行する夜行高速バスである。東京都にある東京駅、バスタ新宿（新宿駅）を拠点に、大阪府大阪市を結ぶ便を主体として、一部便はこれに加えて東京側では千葉県浦安市、京阪神側では京都府京都市、兵庫県神戸市、奈良県奈良市への乗り入れも行う。
これらの路線群は、かつては後述するように大きく分けて東京駅と大阪駅を結ぶ系統、東京駅と京都駅（・奈良駅）を結ぶ系統、東京駅と神戸駅・三宮バスターミナルを結ぶ系統として個別に運行され、愛称も区別されていたが、ドリーム号の路線編成に合わせて統合と再編成が行われた。
本項では、以下の路線について記述する。それ以外の路線についてはドリーム号 (高速バス)を参照されたい。
- 東京駅と大阪駅を結んでいたドリーム大阪号及び、中央ドリーム大阪号やドリームなんば・堺号などの東京都地区と大阪市内および堺市とを結ぶJRバスと共同運行会社の夜行高速バス路線
- 東京駅と京都駅を結んでいたドリーム京都号及び派生路線であるドリーム奈良号・女性専用便のレディースドリーム京都号・廉価版の青春ドリーム京都号・青春ドリーム京都・奈良号及び、新宿発着の中央ドリーム京都号・青春中央ドリーム京都号
- 東京駅と神戸駅を結んでいたドリーム神戸号及び、廉価版の青春ドリーム神戸号

また、以下本項では行先による区別以外に必要がない場合は、適宜、東京・新宿を起点として大阪駅に発着する系統を「大阪系統」、京都駅に発着する系統を「京都系統」、三宮バスターミナルに発着する系統を「神戸系統」などのように表記する。

## 概要
1969年6月10日の東名ハイウェイバス運行開始時に、東京から大阪・京都・名古屋への夜行高速バスとして運行したものが始まりである。当初は京都系統を名古屋経由で設定していたが、東京 - 名古屋間の利用者が多いことから、同年12月3日より名古屋系統を新設して分離（現在の「ドリームなごや号」）し、同時に京都系統を直行便化している。一方、東京と神戸を結ぶドリーム号は、1971年12月22日に東京駅 - 神戸駅の系統（ドリーム9号・10号）として運行開始したのが始まりである。当時は行先による愛称の区別はなく、号数で区別されていた。
その後、乗客の減少により、当初2往復で設定されていた大阪系統は減便され、神戸系統については1977年4月1日到着便をもって廃止されていた。ただしその後も神戸便の路線免許自体は存置されており、1981年の神戸ポートアイランド博覧会の際には、この免許を活用した臨時便として、「ドリームポートピア81号」（全国版の時刻表では「ドリーム81号」となっていた）を会期中の1981年4月24日から9月14日まで、週末・大型連休・夏休みを中心に運行していた。
その後、しばらくは各運行系統とも1往復ずつの運行で、国鉄時代はその後の動きはなかったが、1980年代後半にブームの如く高速バス路線が各社で開設されたことと、民営化後のJRバス会社の経営基盤確立のための高速バス路線展開のタイミングが重なり、ドリーム号は増強されることになる。まず、1988年10月15日には2往復に増便されると同時に京都系統の1往復をJR奈良駅まで延長、「ドリーム奈良号」として運行を開始した。なお、「ドリーム奈良号」では、京都駅で乗降する場合は周遊券での利用も可能であった。次いで、1989年3月3日より神戸系統の運行を復活、「ドリーム神戸号」として運行を開始した。同日より他のドリーム号についても、号数による行先の区別から愛称の末尾に行先を付すことで区別することになり、「ドリーム大阪号」「ドリーム京都号」に改称された。
また、1989年当時、ドリーム号はまだ旧来の4列シートの車両ばかりで、同時期に他社が同様の路線に独立3列シートの車両を導入していたものと比較すると見劣りするものであったが、神戸系統の運行開始に際して、初めて独立3列シート車を投入することになった。翌年には名古屋系統を除く他のドリーム号も独立3列シート車へ置きかえられていった（名古屋系統は1991年より順次3列シート車を導入）。
また、新たな営業拠点として、新宿駅からの運行系統を新設することになり、まず1989年10月8日に東京駅から新宿駅経由で大阪府堺市を結ぶ「ドリーム堺号」（当時）の運行を開始、次いで同年12月6日からは新宿駅発着の中央自動車道経由の「ニュードリーム大阪号」（当時）を、1990年3月20日より、「ニュードリーム京都号」（当時）の運行を開始している。1999年12月17日からは中央自動車道経由で「ニュードリーム神戸号」（当時）の運行が開始された。
2001年12月1日、格安便として東京～大阪間に開設された「青春ドリーム大阪号」の運行が開始された。「青春ドリーム大阪号」の実績を受けて、2002年12月20日には同様の「青春ドリーム京都・奈良号」の運行も開始された。2003年7月18日には「青春ニュードリーム京都号」（のち「青春中央ドリーム京都号」と改称）・「青春ドリーム神戸号」が運行を開始した。また、2004年3月1日からは、女性専用便である「レディースドリーム京都号」の運行も開始された。また、既存の「ドリーム大阪号」・「ドリーム京都号」は、これまでは1つの便を複数台運行とすることで対応していたが、基本的に1台か2台での運行とする代わりに便数を増加させる方策を採った。
2007年3月16日から「ニュードリーム神戸号」は東京駅延長により「ドリーム神戸号」に統合された。
2010年7月1日のダイヤ改正では、これら大阪・京都・神戸の3系統を統合の上再編成し、京都駅は大阪系統及び神戸系統・奈良系統が経由する形態となり、神戸系統も途中で必ず京都駅か大阪駅を経由するという運行形態に変更された。これと同時に、愛称の末尾から行先地名が外され、1989年3月2日までと同様に「ドリーム○○号」として号数に区別することになった。なお、2020年12月1日の改正では京都・奈良系統と大阪系統、神戸系統（1往復は大阪駅経由）の分離が行われたが、愛称名の変更は行われていない。
2011年7月15日のダイヤ改正では、廉価版の整理が行われ、「青春ドリーム号」「超得割青春号」が廃止され、「青春エコドリーム号」に一本化されたが、運賃は通年同一運賃だった従来と異なり、通常版と同様に変動する形を採り、ほとんどの出発日で値上げとなった。特に最高運賃が適用される金曜日や超多客期は、「青春ドリーム号」よりも大幅値上げとなったうえにサービスダウンとなった。
2022年12月より、繁忙期に大阪駅～東京駅間の青春エコドリーム号臨時便を西日本ジェイアールバスの子会社である西日本ジェイアールバスサービスでも運行するようになった。

## 歴史
- 1969年（昭和44年）
  - 6月10日 - 大阪系統2往復と名古屋経由京都系統の1往復で運行開始[10]。
  - 12月3日 - 名古屋系統を新設[10]、京都系統を直行便化。
- 1971年（昭和46年）12月22日 - 神戸系統（ドリーム9号・10号）運行開始。
- 1977年（昭和52年）4月1日 - この日の到着便をもって神戸系統は廃止。
- 1981年（昭和56年）4月24日 - 臨時便「ドリームポートピア81号」を同年9月14日までの週末・大型連休・夏休みを中心に運行開始。
- 1986年（昭和61年）
  - 11月1日 - 大阪府吹田市内に千里ニュータウン停留所（下り降車専用）を新設[11]。
  - 12月15日 - 新型車両（スーパーハイデッカー車）を投入[11]。
- 1988年（昭和63年）10月15日 - 1日2往復に増便、「ドリーム奈良号」を新設[2]。
- 1989年（平成元年）3月3日 - 神戸系統を「ドリーム神戸号」として運行再開[3]。同時に、大阪系統の愛称を「ドリーム大阪号」[4]、京都系統の愛称を「ドリーム京都号」に変更し[4]、1日2往復に増便。上り便においては東名江田・東名向ヶ丘での降車扱いを開始したほか、東京駅降車場所が八重洲北口（現・日本橋口[12]）に変更。
- 1990年（平成2年）
  - 3月20日 - 「ニュードリーム京都号」（新宿駅 - 京都駅）運行開始[10]（1日1往復）。「ドリーム大阪号」「ドリーム京都号」「ドリーム奈良号」が3列シート化。
  - 3月24日 - 東京～京阪神系統ドリーム号の全車両を3列シート化[13]。
  - 10月8日 - 「ドリーム堺号」（南海電鉄バス（当時；現在の南海バス）と共同運行）運行開始[10]。
  - 10月20日 - 「ドリーム大阪号」の一部が東京ディズニーランド(TDL)に乗り入れ。
  - 12月6日 - 新宿駅発着の「ニュードリーム大阪号」1日1往復で運行開始[10]。
  - 12月16日 - 「ドリームなんば号」運行開始（南海電鉄バス（当時；現在の南海バス）と共同運行）[10]。
- 1991年（平成3年）12月21日 - 「ドリーム大阪号」「ドリーム神戸号」[14]にダブルデッカー（2階建てバス）の運用を開始[13]。
- 1994年（平成6年）
  - 8月 - 「ドリーム大阪号」1日3往復に増便。
  - 10月1日 - 「ドリーム京都号」にダブルデッカーを投入。
- 1995年（平成7年）8月1日 - 「ドリーム神戸号」が新神戸駅経由となる[15]。
- 1997年（平成9年）12月 - 「ニュードリーム大阪号」が1日3往復に増便。
- 1999年（平成11年）
  - 7月16日 - 「ニュードリーム京都号」を1日2往復に増便[16]。
  - 12月17日 - 新宿駅 - 神戸駅間（中央自動車道経由）に「ニュードリーム神戸号」運行開始[16]。
- 2000年（平成12年）6月1日 - 「ニュードリーム大阪号」と「ニュードリーム京都号」の各1往復にレディースシート（4席）を設定[17]（ボルボ・アステローペの階下部分）。
- 2001年（平成13年）
  - 3月30日 - 「ドリーム大阪号」・「ニュードリーム大阪号」の一部がユニバーサル・スタジオ・ジャパン(USJ)に乗り入れ。
  - 12月1日 - 「青春ドリーム大阪号」運行開始[5]。「ドリーム大阪号」が1日5往復に、「ニュードリーム大阪号」が1日4往復にそれぞれ増便[5]。
- 2002年（平成14年）
  - 3月10日 - 「青春ニュードリーム大阪号」運行開始。
  - 5月1日 - 「ニュードリーム大阪号」と「ニュードリーム京都号」全便の1号車にレディースシートを設定。
  - 9月2日 - 「ドリームなんば号」が「ドリーム堺号」と統合され、「ドリームなんば・堺号」になる。
  - 12月20日 - 「青春ドリーム京都・奈良号」運行開始[6]。「青春ドリーム大阪号」・「青春ニュードリーム大阪号」にダブルデッカーを導入。
- 2003年（平成15年）7月18日 - 「レディースドリーム大阪号」運行開始[7]。あわせて同時刻に運行する一般便（101・102号）も運行開始（事実上1日6往復に増便。のち他の便と便名が通し番号になる）。廉価版の「青春ドリーム神戸号」・「青春ニュードリーム京都号」も運行開始[7]。
- 2004年（平成16年）
  - 3月1日 - 「レディースドリーム京都号」運行開始[7]。
  - 7月16日 - 「青春ドリーム大阪号」が1日2往復に増便。「ドリーム大阪号」・「ニュードリーム大阪号」・「青春ドリーム大阪号」の一部（「ドリーム大阪号」2往復、「ニュードリーム大阪号」1往復、「青春ドリーム大阪号」1往復）が湊町バスターミナル（JR難波駅・OCAT）に乗り入れ。
- 2005年（平成17年）
  - 6月1日 - ダイヤ改正。
    - 東京駅の降車場所を八重洲南口から日本橋口に変更。
    - 「青春ニュードリーム大阪号」および「ニュードリーム大阪号」1往復（計2往復）が湊町バスターミナル（JR難波駅・OCAT）に乗り入れ。
    - 「ニュードリーム大阪号」上り2便および「ニュードリーム神戸号」上り便が中央道日野に停車。
    - 「ドリーム神戸号」上り便が東名御殿場・東名厚木・東名大和・東名江田・東名向ヶ丘で、「青春ドリーム神戸号」上り便が東名江田・東名向ヶ丘での降車扱いをそれぞれ開始。
    - 「ニュードリーム神戸号」が中央道三鷹・中央道深大寺・中央道府中での乗降扱いを開始。

  - 7月15日 - 「ドリーム大阪号」のTDL乗り入れ便の経路を、東京テレポート駅・品川駅経由に変更。
  - 9月2日 - 「ドリーム大阪号」の一部がつくばセンターに乗り入れ（不定期便のみ）。
  - 11月1日 - ダイヤ改正。
    - 「スーパードリーム号」・「超得割青春号」運行開始（週末のみ。超得割青春号は当時は東京駅発着）。
    - 「ドリーム大阪号」・「ニュードリーム大阪号」、「ドリーム京都号」・「ニュードリーム京都号」のそれぞれ各1往復を季節運行便とする。
    - 「ドリーム大阪号」の一部便と「レディースドリーム大阪号」上り便の東名江田・東名大和・東名厚木・東名御殿場での乗降扱いを開始。
    - TDL乗り入れ便を「ドリーム京都号」から「ドリーム奈良号」に変更。「ドリーム奈良号」が上下便とも東名向ヶ丘・東名江田・東名大和・東名厚木・東名御殿場での客扱を開始。「ニュードリーム京都号」「青春ニュードリーム京都号」が中央道三鷹・中央道深大寺・中央道府中・中央道日野に停車。
    - 「ニュードリーム京都号」の季節運行便（上り）を東京ドームシティに延長（東京ドームシティ行および新宿駅発の一部の号車のみ全区間JRバス関東の乗務員が運転）。
- 2006年（平成18年）
  - 3月 - JRハイウェイバスのインターネット予約システム「高速バスネット」の運用開始。ドリーム号を含むJRハイウェイバスの予約・購入が可能になる。
  - 4月1日 - 「プレミアムドリーム号」・「スーパーニュードリーム号」運行開始（週末のみ）。これにより「スーパードリーム号」は新宿発着に変更の上「スーパーニュードリーム号」に変更。
  - 5月28日 - 「ニュードリーム京都号」季節運行便（上り）の東京ドームシティ乗り入れを廃止（これによりJRバス関東乗務員の名神高速道路および近畿地区での運転を廃止する）。
  - 6月1日 - 「超得割青春号」を新宿駅発着に変更。「プレミアムドリーム号」・「スーパーニュードリーム号」を全日運行に格上げ。
  - 6月14日 - 「青春メガドリーム号」運行開始。
  - 8月1日 - 「青春ドリーム大阪号」と「ドリーム大阪号」の内の1往復を天王寺駅に延長。「ドリーム神戸号」季節運行便を増便。この便と「青春ドリーム神戸号」は中国自動車道経由となり、宝塚駅・西宮北インターに停車。「ドリーム奈良号」「青春ドリーム京都・奈良号」の奈良側の起終点がJR奈良駅からJR王寺駅に延長。
- 2007年（平成19年）3月16日 - ダイヤ改正。
  - 中央自動車道経由の各系統とも「ニュードリーム号」を「中央ドリーム号」に改称。「スーパーニュードリーム号」廃止。
  - 「ドリーム大阪号」のうち1往復を上野駅に延長。
  - 「ニュードリーム神戸号」は東京駅まで延長され、「ドリーム神戸号」に統合。宝塚駅・西宮北インター停車を「ドリーム神戸号」に変更。「ドリーム神戸号（2号）」の東名御殿場 - 東名大和間での降車扱いを廃止。
- 2008年（平成20年）
  - 1月16日 - 大幅な時刻改正を行う。
    - 「ドリーム号」各路線での下り便における東名向ヶ丘 - 東名厚木間、および上下便における東名御殿場での乗降扱いを廃止。季節運行便の東京テレポート駅乗り入れを廃止、つくばセンター発着便を上下とも上野駅経由とする。
    - 「プレミアムドリーム号」：季節運行便（東京駅発着）を新宿駅経由とする。「青春ドリーム大阪号」・「レディースドリーム京都号」・「青春ドリーム神戸号」と「ドリーム京都号」1往復が新木場駅発着となる。
    - 「中央ドリーム号」各系統では下り便および一部上り便における中央道三鷹 - 中央道日野間における乗降扱いを廃止、一部便を谷保駅に乗り入れ。

  - 4月1日 - 各車両（「ドリームなんば・堺号」運用車および「プレミアムドリーム号」1階席を除く）に女性専用席を導入。
  - 5月29日 - 名神高速道路大津SA付近を走行中の「青春メガドリーム2号」から出火、ほぼ全損、乗員乗客61名全員無事。なお、被災車両（749-2994号車）は除籍された。
  - 7月1日 - 東名高速道路経由便を新名神高速道路経由に変更し、所要時間短縮を中心とした時刻改正を行う。
    - TDL乗り入れは「ドリーム神戸号」1往復を大阪駅経由でTDL発着することに変更とされた。上野駅発着便については「ドリーム大阪号」から「ドリーム京都号」一部便および「青春ドリーム大阪号」「青春ドリーム京都・奈良号」に変更され、「ドリーム大阪号」は新木場駅発着に変更したほか、「青春ドリーム神戸号」では増便した1往復が新木場駅発着京都駅経由で設定された。東名高速道路・新宿駅経由の上り便が池尻大橋への停車を開始。
    - 「青春メガドリーム号」・「ドリーム神戸号」では季節運行便を休止する一方、「青春中央ドリーム号」・「青春ドリーム京都号」は季節運行便での運行を開始した。「ドリームなんば・堺号」は南海バスの単独運行に変更され[18]、みどりの窓口での発券を廃止[19][20]。また、各路線ともこの日の乗車分より発車オ〜ライネットでの取り扱いを廃止し、インターネット予約は「高速バスネット」に一本化された。「ドリーム号」「中央ドリーム号」に閑散期運賃を設定。
- 2009年（平成21年）
  - 2月28日 - 「超得割青春号」の補助席発売を終了。
  - 3月13日 - 「青春メガドリーム号」季節運行便の運行を再開。
  - 3月15日 - この日の大阪発「青春メガドリーム2号」（JRバス関東：D750-03501号車）が東名高速道路牧之原SAで火災を起こし全焼・廃車。乗務員と乗客77名は全員無事[21]。なお、翌3月16日の運行便より、「青春メガドリーム号」は当面の間（同年4月17日まで）一般車両での運行となる[22]。
  - 4月18日 - 「青春メガドリーム号」を国産ダブルデッカー車両（56人乗り、西日本JRバスが保有する三菱ふそう・エアロキング）による隔日運行とする。あわせてこの日より「青春ドリーム号」の季節運行便（1往復：91号・92号）を運行（ともに同年5月31日まで<「青春ドリーム91・92号」は同年6月30日まで延長→8月31日までに再延長>）。
  - 5月1日 - この日の出発便より、「青春メガドリーム号」の所要時間を短縮（出発時刻は変わらず、到着時刻を繰り上げ）。
  - 7月1日 - 「超得割青春東京号」の運行を開始（同年8月31日までの「青春メガドリーム号」が運行されない日に隔日運行）。
  - 9月10日 - この日の出発便をもって「青春メガドリーム号」の運行を終了。
  - 9月11日 - 「青春エコドリーム号」運行開始、「超得割青春東京号」を毎日運行とする。
- 2010年（平成22年）
  - 7月1日 - プレミアムドリーム・青春エコドリームの増便を中心とした大幅な時刻改正。
    - 「プレミアムドリーム号」を1日6往復（不定期便も含む）に、「青春エコドリーム」を1日4往復にそれぞれ増便。京都駅始終着便の廃止（同駅は神戸、大阪、奈良系統便の立ち寄りに変更）や王寺駅（奈良経由）・神戸（三宮BT）・JR難波駅からの便を新設。また運賃の値下げ（早割）を実施し、「早割5」では1号車のうち最大20席が設定される[23]。
    - 通常版・青春ドリーム号をそれぞれ1往復に減便し、神戸系統では神戸直通便廃止し、西宮北インター・新神戸駅・神戸駅での客扱いを廃止する。これに伴い神戸駅に発着するJRグループのバス路線は消滅した。
    - 京都・奈良系統王寺駅発着便の通常版が「プレミアムドリーム号」に格上げされ、国道24号経由から阪神高速8号京都線・第二京阪道路・国道307号・京奈和自動車道経由に変更し、第二京阪道路上の高速京田辺で客扱いを開始。
    - 女性専用便として、通常版「レディースドリーム号」の他に「プレミアムレディースドリーム号」・「青春レディースドリーム号」を新設。従来の女性専用席を廃止。

  - 9月2日 - 「ドリームなんば・堺号」が第二京阪道路経由に変更、高速京田辺に停車。平日（月～木）における「オフピーク運賃」の導入など、運賃を値下げ[24]。
  - 9月3日 - この日の出発便より、「ドリーム大阪号」上り1便の品川駅乗り入れを中止（交通輻輳のため）。
  - 10月1日 - 「ドリーム大阪号」1往復のつくばセンター・品川駅（下り1便）への乗り入れを中止。
- 2011年（平成23年）
  - 5月11日 - 新宿駅の出発地を代々木駅近くの新宿駅JR高速バスターミナルに移転（到着は新宿駅東口）。
  - 6月1日 - 大阪駅の発着地を新設された北口の大阪駅JR高速バスバスターミナルに移転。
  - 7月15日 - ダイヤ改正と一部運賃見直し。上野駅入谷口の停留所を廃止。「青春ドリーム号」「超得割青春号」を廃止、廉価便を「青春エコドリーム号」に一本化。
  - 12月1日 - この日の出発便より「ドリームなんば・堺号」が新名神高速道路・東名高速道路経由に変更。
- 2012年（平成24年）
  - 4月27日 - この日から同年5月6日までの期間限定で、2階建バスの2階席をプレミアムシート・スーパーシート（「プレミアムドリーム91・92号」）、1階席を4列シート（「青春エコドリーム91・92号」）とした車両（「プレミアムエコ車両」）による臨時便を運行（以降も多客期に運行）。
  - 7月20日 - 一部ダイヤ改正。
    - 「中央ドリーム号」も含めて東京駅発着に変更。東京駅発着、新宿駅経由となる便が増加。
    - 三ノ宮駅発着便を増便。
    - 「青春エコドリーム号」で女性専用席を新設。途中休憩を2カ所に増やす。
- 2013年（平成25年）
  - 3月10日 - この日の乗車分をもって、みどりの窓口での乗車券の発売を終了[25]。
  - 2月1日 - 「青春中央エコドリーム号」1往復を東名高速道路経由に変更、「青春エコドリーム号」とする。また、祝日を除く月曜～木曜は「プレミアム中央ドリーム号」「青春中央エコドリーム号」各1往復（計2往復）を運休し、「プレミアムエコ車両」による運行（1往復）に振り替え。
  - 3月11日 - 「プレミアムエコ車両」の定期運行を開始。
  - 7月1日 - 「プレミアムエコレディースドリーム号」を金曜・土曜・休日・休前日のみの運行に変更。それ以外の日は同時刻に「プレミアムエコドリーム号」として運行[26]。
- 2014年（平成26年）
  - 7月18日 - 「青春中央エコドリーム号」1往復を東名高速道路経由に変更、「青春エコドリーム号」とする。また、「レディースドリーム号」と「プレミアムドリーム号」の一部便をついて湊町バスターミナル (OCAT) 発着をユニバーサル・スタジオ・ジャパン (USJ) 発着に変更[27]。
  - 10月5日 - この日より2015年（平成27年）10月30日までの期間限定で、三宮バスターミナル発着の一部便を神戸駅まで延伸[28]。
  - 10月31日 - 新型車両による「グランドリーム号」の運行を開始[29][30][31]、通常便「ドリーム号」の一部便を振り替え。「レディースドリーム号」の運行を終了。
- 2016年（平成28年）
  - 4月4日 - 新宿駅の発着場所をバスタ新宿に変更。
  - 12月12日 - 「ドリームなんば・堺」号が「ドリーム和歌山号」に統合され、南海バス「東京線」となる[32]。
- 2017年（平成29年）
  - 2月1日 - 「青春エコドリーム号」のうち1往復を東京ディズニーランドまで延長[33]。
  - 3月31日 - 「プレミアムドリーム号」のプレミアムシート（名称はプレシャスクラス）を前側に、「グランドリーム号」のクレイドルシートを改良したシートを使用したアドバンスクラスを後方に配置し、更に全席をパーテーションとカーテンで区切った（アドバンスクラスは更に前後を仕切るカーテン付き）新型車両を使用した「ドリームルリエ(DREAM Relier)号」を運行開始[34]。価格は「プレミアムドリーム号」「グランドリーム号」よりも更に高めの設定になっている。ルリエはフランス語で「結ぶ、縁をつなぐ」の意。また、同日の改正でドリーム号及び昼特急のうち3列シート運賃がそれぞれ同一の運賃体系に統一される。命名に関しては、ドリーム号のアンバサダーでもあるAKB48の横山由依も名称選考に関わっている[35]。
  - 12月22日 - 「青春エコドリーム号」の京都駅発着便（土日祝日等運行）の運行を開始[36]。
- 2018年（平成30年）
  - 4月27日 - 「ドリームルリエ号」を関東と西日本でそれぞれ1台ずつ増車、それに伴い最大2往復に増便。新車はプレシャスクラス6席、アドバンスクラス10席の編成になり、増便分は京都駅にも停車[37][38]。
  - 6月10日 - 「ドリーム号の日」（日本記念日協会認定）を制定[39]。
  - 7月13日 - 金・土・日のみ2往復で運行していたドリームルリエ号を毎日2往復に変更。また、平日のみ「グランドリーム号」に中央道を経由する「グラン中央ドリーム号」を追加する[40]。これに伴い、「ドリームルリエ号」の2017年型車両も2018年導入車両とほぼ同等の改良を受けている[41]。
- 2019年（令和元年）
  - 4月30日 - 年号が「平成」から「令和」に交代するのを記念して、「平成ドリーム令和号」を「東京駅（ ← 霞ヶ関）・（京都駅 → ）大阪駅」間にて1日限定運行[42]。
  - 5月17日 - 「青春エコドリーム号」の一部（上り：18号・32号、下り：23号・37号）を、スカニア製2階建てバス「InterCityDD」に変更。これに合わせ、西日本JRバスでもJRバス関東と同型のスカニア製車両を導入する。また、「プレミアムエコ（レディース）ドリーム号」を「プレミアム（レディース）ドリーム号」に変更。なお、この改正で千里ニュータウンでの乗降扱いを廃止[43]。
- 2020年（令和2年）
  - 2月29日 - 新型コロナウイルスの影響による東京ディズニーリゾートの無期限営業停止措置に伴い、乗り入れ便を東京駅発着に変更[44]。
  - 4月8日 - 新型コロナウイルス緊急事態宣言の発令により、この日より（一部便は翌4月9日より）無期限運行停止措置を実施[45]。
  - 5月1日 - 高速京田辺、王寺駅の各バス停を廃止[46][47]。これにより奈良駅発着便は京都駅 - 奈良駅間のうち、八幡京田辺IC・JCT - 田辺西IC間の経路を第二京阪道路・国道307号・京奈和自動車道経由から第二京阪道路・新名神高速道路・京奈和自動車道経由に再度変更。
  - 6月1日 - この日より一部便（「ドリームルリエ号」・「グランドリーム号」・「青春エコドリーム号」各1往復）の運行を再開[48]。
  - 7月3日 - この日より一部便（「青春エコドリーム号」2往復）の運行を再開[48]。
  - 7月22日 - この日より一部便（9往復）の運行を再開[49]。
  - 7月27日 - この日より「青春エコドリーム号」を全便運休[49]。
  - 8月1日 - 「グランドリーム号」の一部便と「グラン中央ドリーム号」（計3往復）の車両を、4列シート（1階）10席とクレイドルシート（2階）29席・車椅子席1席構成のスカニア製2階建てバス「IntercityDD」に変更するとともに、「青春エコドリーム号」と「ドリーム号」（各1往復）の車両を「グランドリーム号」仕様のハイデッカー車両に変更し、便名を「グランドリーム号」に変更[50][51]（当初は同年5月1日から実施予定であった[47][52] が、新型コロナウイルスによる運行停止措置の影響により延期された）。
  - 8月19日 - この日の出発便より「ドリームルリエ号」「グラン中央ドリーム号」全便と「プレミアムドリーム号」1往復を当面の間運休[53]。
  - 12月1日 - 東京と三宮バスターミナルを直結する系統および京都駅発着となる系統を新設。湊町BT (OCAT) 、天王寺駅前、宝塚駅の各バス停を廃止[54][55]。
- 2021年（令和3年）10月28日 - この日の出発便より東名高速道路（一部便は中央自動車道）経由から全便新東名高速道路経由に変更、所要時間を最大30分短縮。乗務員の乗り継ぎ箇所を東名三ヶ日支店から「もっくる新城」に変更[56][57]。中央自動車道経由の「グラン中央ドリーム号」・「プレミアム中央ドリーム号」・「プレミアム中央エコドリーム号」・「青春中央エコドリーム号」は廃止となり、谷保駅停留所は廃止された。また、同日より同年12月31日出発便までの期間限定（後に運行期間を2022年3月31日まで延長[58]）で、得割運賃を2,500円とした「超得得ドリーム号」を運行[59][57]。
- 2022年（令和4年）8月1日 - 新木場駅発着便が新たに東京ビッグサイト、国際展示場駅に停車[60][61]。
- 2023年（令和5年）8月1日 - 上り便「池尻大橋」バス停を廃止[62][63]。
- 2025年（令和7年）4月13日 - この日より同年10月13日までの大阪・関西万博開催期間中、「東京駅・バスタ新宿 〜 大阪駅・USJ・万博会場」間にて「EXPOエコドリーム号」･「EXPOグランドリーム号」をそれぞれ1往復運行[64][65]。

## 運行会社
- ジェイアールバス関東
- 西日本ジェイアールバス
車両の所属会社に関わらず、新城（道の駅もっくる新城）以東をJRバス関東、新城以西を西日本JRバスの乗務員が担当する。
2021年10月27日出発便までは、東名高速経由では三ヶ日以東をJRバス関東、三ヶ日以西を西日本JRバスの乗務員が、中央道経由では小黒川PA以東がJRバス関東、小黒川以西が西日本JRバスの乗務員がそれぞれ担当していた。ただし2005年頃にはニュードリーム京都号のうちの1往復の1号車のみ、途中での交代はあるものの、全区間JRバス関東の乗務員が担当した便もあった。
- 西日本ジェイアールバスサービス
繁忙期に青春エコドリーム号臨時便を大阪駅～東京駅間で運行する。この便は全区間を同社の乗務員がツーマンで運行を行う。

### 過去の運行会社
- 南海バス（ドリームなんば・堺号のみ）

## 運行形態および運行系統
運行系統は2023年8月1日現在。このほか、予約状況に応じて臨時便が運行される場合がある。一部、新型コロナウイルス感染の影響により運休となる便がある。
詳細な時刻・運賃及び運行回数・停車停留所等については、公式サイトや高速バスネットを参照のこと。運賃は出発日によって4段階に分かれている。
バスタ新宿については発着枠の関係により夜行便の2号車以降は乗り入れできず通過となる。このことから2号車以降を仕立てずバスタ新宿を経由しない便番の異なる臨時便を別途運行することが多い。TDL、新木場駅、USJについても2号車以降は乗り入れできず東京駅 - 大阪駅間の運行になる。
東京駅では八重洲南口から発車し、日本橋口に到着する。また、上り東京行の一部便は東名江田・東名向ヶ丘にも停車する。

### デラックス版
- ドリームルリエ号
  - 東京駅 - バスタ新宿（新宿駅） - 大阪駅JR高速BT
- プレミアムドリーム号（臨時便のみ運行）
  - 東京駅 - バスタ新宿（新宿駅） - 大阪駅JR高速BT

#### 準デラックス版
新型座席を導入し、車内設備はデラックス版を踏襲しているが、座席の専有面積やリクライニング角度は通常版とほぼ同等。基本運賃も通常版と同額である。シートピッチは通常版より僅かに拡げられている (+40mm) 。二階建てバスで運行される便はエコシート（4列シート）も備えている。
- グランドリーム号
  - 東京ディズニーランド (TDL) -  東京駅 - バスタ新宿（新宿駅） - 京都駅烏丸口 - JR奈良駅
  - 東京駅 - バスタ新宿（新宿駅） - 大阪駅JR高速BT（ - ユニバーサル・スタジオ・ジャパン (USJ)）
  - 東京ディズニーランド (TDL) -  東京駅 - バスタ新宿（新宿駅） - 大阪駅JR高速BT
  - 新木場駅 - 東京ビッグサイト - 国際展示場駅前 - 東京駅 - バスタ新宿（新宿駅） - 大阪駅JR高速BT - 三宮BT
- EXPOグランドリーム号
  - 東京駅 - バスタ新宿（新宿駅） - 大阪駅JR高速BT - ユニバーサル・スタジオ・ジャパン (USJ) - 大阪・関西万博会場

### 廉価版
- 青春エコドリーム号
  - 東京駅 - バスタ新宿（新宿駅） - 大阪駅JR高速BT（ - ユニバーサル・スタジオ・ジャパン (USJ)）
  - 東京ディズニーランド (TDL) -  東京駅 - バスタ新宿（新宿駅） - 大阪駅JR高速BT - 三宮BT
  - （新木場駅 ← 東京ビッグサイト ← 国際展示場駅前 ← ）東京駅 - バスタ新宿（新宿駅） - 京都駅烏丸口 - JR奈良駅
- EXPOエコドリーム号
  - 東京駅 - バスタ新宿（新宿駅） - 大阪駅JR高速BT - ユニバーサル・スタジオ・ジャパン (USJ) - 大阪・関西万博会場

### 過去に運行していた路線
- ドリームなんば・堺号（2016年12月11日をもって廃止）
  - 東京駅 - バスタ新宿（新宿駅） - 高速京田辺 - 湊町BT(OCAT) - 南海なんば高速バスターミナル - 南海堺駅前 - 南海堺東駅前 - JR堺市駅前
  - 運行経路：首都高速3号渋谷線 - 東名高速道路 - 伊勢湾岸自動車道 - 東名阪自動車道 - 新名神高速道路 - 名神高速道路 - 京滋バイパス - 第二京阪道路 - 近畿自動車道 - 阪神高速13号東大阪線 - 阪神高速1号環状線 - 国道26号経由
  - かつてJRバス関東・西日本JRバスも運行していたが、その後は南海バスの単独運行であった。南海バスでは愛称を同社の統一愛称である「サザンクロス」と案内している。南海バスとの関係もあるために割引制度が適用されていなかったが、2008年1月16日から導入されている。2016年12月12日に「ドリーム和歌山号」と統合。

- プレミアム中央ドリーム号 / グラン中央ドリーム号 / 青春中央エコドリーム号（2021年10月27日をもって廃止）
  - 東京駅 - バスタ新宿（新宿駅） （← 中央道三鷹 ← 中央道深大寺 ← 中央道府中 [66]） - 谷保駅 - 中央道日野 - 中央道八王子 - 大阪駅JR高速BT - ユニバーサル・スタジオ・ジャパン (USJ)

### 運行経路
- 新東名高速道路経由
  - 首都高速3号渋谷線 - 東名高速道路 - 新東名高速道路 - 伊勢湾岸自動車道 - 東名阪自動車道 - 新名神高速道路 - 名神高速道路 - 新御堂筋経由
  - 首都高速3号渋谷線 - 東名高速道路 - 新東名高速道路 - 伊勢湾岸自動車道 - 東名阪自動車道 - 新名神高速道路 - 名神高速道路 - 油小路通 - 第二京阪道路 - 新名神高速道路 - 京奈和自動車道- 国道24号経由（奈良系統）
- 神戸（三宮）発着系統
  - 首都高速3号渋谷線 - 東名高速道路 - 新東名高速道路 - 伊勢湾岸自動車道 - 東名阪自動車道 - 新名神高速道路 - 名神高速道路 - 新御堂筋 - 阪神高速11号池田線 - 名神高速道路 - 阪神高速3号神戸線経由（大阪経由）

### 休憩箇所
- 上下とも鮎沢PA（2018年11月22日出発便より、足柄SAの混雑常態化のため変更[67]）、土山SA（神戸発の便は草津PA、神戸着の便は甲南PA）で休憩する。2021年10月28日から新東名高速道路経由となったが、途中休憩箇所の変更はない。
  - 中央高速道路経由（廃止）は境川PA（下り便）、談合坂SA（上り便）、多賀SA[68]で休憩していた。
  - ドリームなんば・堺号（廃止）は鮎沢PA（上下とも）、甲南PA（なんば・堺行）・草津PA（新宿・東京行）で休憩していた。
  - 超得割青春号（廃止）は上下とも談合坂SA、諏訪湖SA、恵那峡SA、多賀SAで、超得割青春東京号（廃止）は上下とも足柄SA、日本坂PA、刈谷PA、土山SAでそれぞれ休憩していた。

### 車両の所属営業所
乗務員についてはこの限りではない。
- ジェイアールバス関東
  - 東京支店
- 西日本ジェイアールバス
  - 大阪営業所
  - 京都営業所（京都発着便のみ担当）
  - 神戸営業所（三宮発着便のみ担当）

USJ、奈良駅発着便以外は、便により大阪営業所などが担当する。ただし、USJ、奈良駅発着の便はUSJに近い大阪営業所のみ担当する。

## 近年の動向
バス事業に対する規制緩和が行われた2000年頃から、大きな需要が見込める首都圏と京阪神地区を結ぶ夜行高速バスの競争が激化しており、以下のような傾向が見られる。
- 首都圏と京阪神地区を結ぶ夜行高速バスは、本家のJR系ドリーム号以外の他社路線バス（関西・関東の大手私鉄系）に加え、近年格安のいわゆる高速ツアーバス（2013年8月1日以降はその多くが「新高速乗合バス」に移行）の参入もあり、かなりの激戦区となっている。もともと国鉄の東海道新幹線や在来線夜行列車の補完目的であったドリーム号は、おおむね発車時刻が22時以降（21時台に発車する便もある）と全体的に遅めの設定となっているため、1日の時間を有効に使えるメリットから根強い人気がある。特に週末（金 - 日曜日）では予約を取ること自体が困難な盛況ぶりである。発車時刻が遅くなった背景として、東海道新幹線「のぞみ」や関西国際空港発着便の飛行機が21時台まで運行されているため、この時間帯でもその日のうちに目的地に到達できるようになったことも挙げられる。
- 全体的に発車時刻が遅い分、東京行は首都高速道路、大阪行は新御堂筋（2009年9月10日廃止の青春メガドリームを除き新御堂筋を通行）での朝の渋滞に巻き込まれやすく、到着時間が見込めないリスクもある。平日と土曜・休日では首都高速・新御堂筋の混雑度にかなり差があり、加えて道路工事や事故による渋滞等で東京・大阪入りが遅れた場合には遅延が積み重なり、平日到着の場合は大幅に遅延することもあるが、定時より早着する場合もある。また、かつては連休時などで中国自動車道の宝塚東トンネル付近から名神高速道路まで伸びた渋滞により、一部便の大幅な延着も見受けられた。現在では関西側においては第二京阪道路全通により京滋バイパス - 第二京阪道路 - 近畿自動車道の迂回可能となり、延着リスクの幅が大幅に低減している。
  - かつて、東名高速経由便（ドリーム号）と中央道経由便（中央ドリーム号）は高速道路本線上の停留所でも乗車扱いを行っていたが、2008年1月16日改正をもって終了した。その後、2010年7月1日改正から中央ドリーム号の一部便が中央道日野および中央道八王子での乗車扱いを行っていたが、2021年10月28日改正で中央道経由便が廃止されたため、2022年現在では高速道路本線上停留所での客扱いは行われていない。
  - 京阪神地区では、しばらくは大阪駅桜橋口・京都駅烏丸口（ドリーム京都号）・奈良駅（ドリーム奈良号）・神戸駅（ドリーム神戸号）および南海難波駅（のちなんば高速バスターミナルに変更、ドリーム難波号）・南海堺駅（ドリーム堺号）始発のみであったが、2001年からはユニバーサル・スタジオ・ジャパン（USJ）、2004年からJR難波駅（湊町バスターミナル・OCAT）、2006年からは天王寺駅・王寺駅にも立ち寄っていた。2010年7月の改正で京都駅始発便が全廃となり、京都駅は大阪・奈良・神戸系統の立ち寄りに変更となった。その後、2020年5月1日改正で王寺駅、同年12月1日改正でOCATおよび天王寺駅の乗り入れはそれぞれ終了となり、京都駅始発便の設定も復活した。
- 2010年の首都高速中央環状線（山手トンネル）開通に伴い、それまで東京駅か新宿駅のどちらか一方に発着していたプレミアムドリーム号（季節運行の81・82号）およびドリームなんば・堺号（ドリーム堺号としての営業開始当初より）は、全便が東京駅と新宿駅の双方に立ち寄るようになった。また、中央道経由便は2012年7月20日改正で、新宿駅発着から新宿駅経由の東京駅発着に延長されたが、2021年10月28日改正をもって全便廃止となった。
- 首都圏と京阪神を結ぶ夜行高速バス（ツアーバス→新高速乗合バス含む）の数が急増して過当競争にある中で、「ドリーム号」はJRバスが運行するため、大半の路線では2013年3月10日乗車分までJR駅の「みどりの窓口」でも乗車券を発売していた[25]。このため、私鉄系より圧倒的に発売窓口が多く乗車券を購入しやすいこと、また老舗であるため知名度も高いことや、ツアーバスで見られる「乗り場がわからず乗り遅れてしまう」などのトラブル、零細事業者による運営が多いことに起因する各種サービスの脆弱さ、交通事故が起こるリスクの高さなどが存在しないという安心感から、営業面では私鉄系夜行バスやツアーバスを圧倒しており、「ドリーム号」が支持を得る大きな理由に挙げられていた。しかし、近年になってコンビニやインターネット上での乗車券の購入や予約が可能になると、この面でのアドバンテージは徐々に縮まりつつあったが、その後高速バスネットに一本化され、取り扱い店舗の少ないコンビニでの購入には制約がかかっている。
- 運賃も、曜日や時期によっては早売21・早売1などの早期購入割引により、10,000円前後でドリーム号で往復できるようになるなど、さらなる価格競争が進んでいる（2008年7月1日より「早売5」も設定）。
- 追加料金の支払いで快適で安全なサービスを提供する便（プレミアムドリーム号など）がある一方、低価格だが4列シートやトイレ無しの車両で運行する便（青春や超得割など）も登場するなど、この分野でも分化の傾向が見られた。一時期、中央ドリーム号も含めた東京（東京駅・新宿駅）⇔大阪（大阪駅）間では、使用車両のグレードとサービスに応じて、デラックス便・一般・廉価便（青春）・超廉価便（超得割・青春エコ）の4種類、女性の場合はさらに女性専用車（これもデラックス便・通常便・廉価便あり）が加わって5種類となり、目的に合わせた幅広い選択が可能となっていた（2011年7月15日のダイヤ改正で廉価便は「青春エコドリーム号」に一本化されている）。その反面、細分化により通常のドリーム号は2020年12月1日改正で設定がなくなっている。
- 2011年7月15日のダイヤ改正まで運行されていた超廉価便のうち、「超得割青春号」の乗車券を購入する際は、以下の条件にすべて同意する必要があった（JRバスチケットセンターの場合は窓口で係員が購入者に呼び掛ける場合もあった）。なお、補助席の発売は、2009年2月28日出発便をもって終了している。
  1. バス車内にトイレがないため、4か所で休憩をとる（この他に、乗務員交代による停車箇所もあるが、原則として乗客は下車できない）。
  2. 休憩箇所では車内灯を原則として点灯する。
- 規制緩和による高速バス新規参入への対抗策を講じる必要から、効率化を図るために一般夜行用車と昼行特急車が共通運用となったことで、終点に到着後は夜まで車両基地に留置する以外に、車内清掃などを済ませた後で昼特急や間合い運用として、その他の昼行高速バスとして折り返す運用が設定されていた時期がある。大阪口では徳島便や岡山便、中国ハイウェイバスなどに、東京口では神栖・波崎線（はさき号）やつくば号（当時設定されていたつくばセンター発着便の出入庫便としての役割もある）、御殿場プレミアム・アウトレット線などの運用に入っていた。
- 以上のような首都圏と京阪神を結ぶ高速バスの競争激化によって、在来線（東海道本線）の夜行列車は競争力を失う結果となり、戦前の「名士列車」からの系譜を持つ東京駅と大阪駅を結ぶ夜行急行列車「銀河」は2008年3月14日のダイヤ改正をもってで廃止された。これにより、首都圏と京阪神地区を結ぶ在来線の夜行列車は事実上消滅した[69]。

## 使用車両
運行開始当初から、長らく4列シートWC付40人乗りの国鉄専用型式を使用してきたが、1986年に4列シートながらWC付36人乗りスーパーハイデッカーが投入された。
1989年にドリーム神戸号が運行開始（復活）した際に独立3列シート29人乗りのスーパーハイデッカーが導入され、同年度末には他の路線も独立3列シートWC付29人乗りスーパーハイデッカーに変更されている。1994年10月1日よりダブルデッカーを投入した。
2024年10月現在、原則として以下のような車両が使用されるが、車両によっては一部仕様が異なることがある。特記がない限りはすべて便所付き。
- ドリームルリエ号（2列・3列合造車）
  - プレミアムシート（前方4席（2018年登場の新車は6席）・プレシャスクラス）とグランシートの改良型（アドバンスクラス）を装備したハイデッカー車。各座席がパーティションとカーテンで区切られており、アドバンスクラスでは更に前後を区切るカーテン付き。全席にiPad mini 4、Wi-Fiを装備している。
- グランドリーム号（独立3列シート（ハイデッカー）／3列・4列合造車（ダブルデッカー））
  - ハイデッカー車は全席新型クレイドルシート（グランシート、ゆりかごタイプ）を装備。従来のスーパーシートに比較してシートピッチを40mm広げた。シート生地には抗菌防臭加工済。空気清浄機、Wi-Fiを装備している[31]。
  - 2020年8月から登場したダブルデッカー車は、1階は青春エコドリーム号仕様の4列シート、2階はクレイドルシートだが、ハイデッカー車に比べて足下スペースが拡大されている。全席USB充電ポート、フリーWiFi付き。3列シートにはプライベートカーテンも備える。
- 青春エコドリーム号（4列シート）
  - 1階正座席10席・2階正座席48席のダブルデッカー。
  - 1階正座席8席・2階正座席48席のダブルデッカー。
  - 正座席44席のハイデッカー。

### 使用車両画像一覧

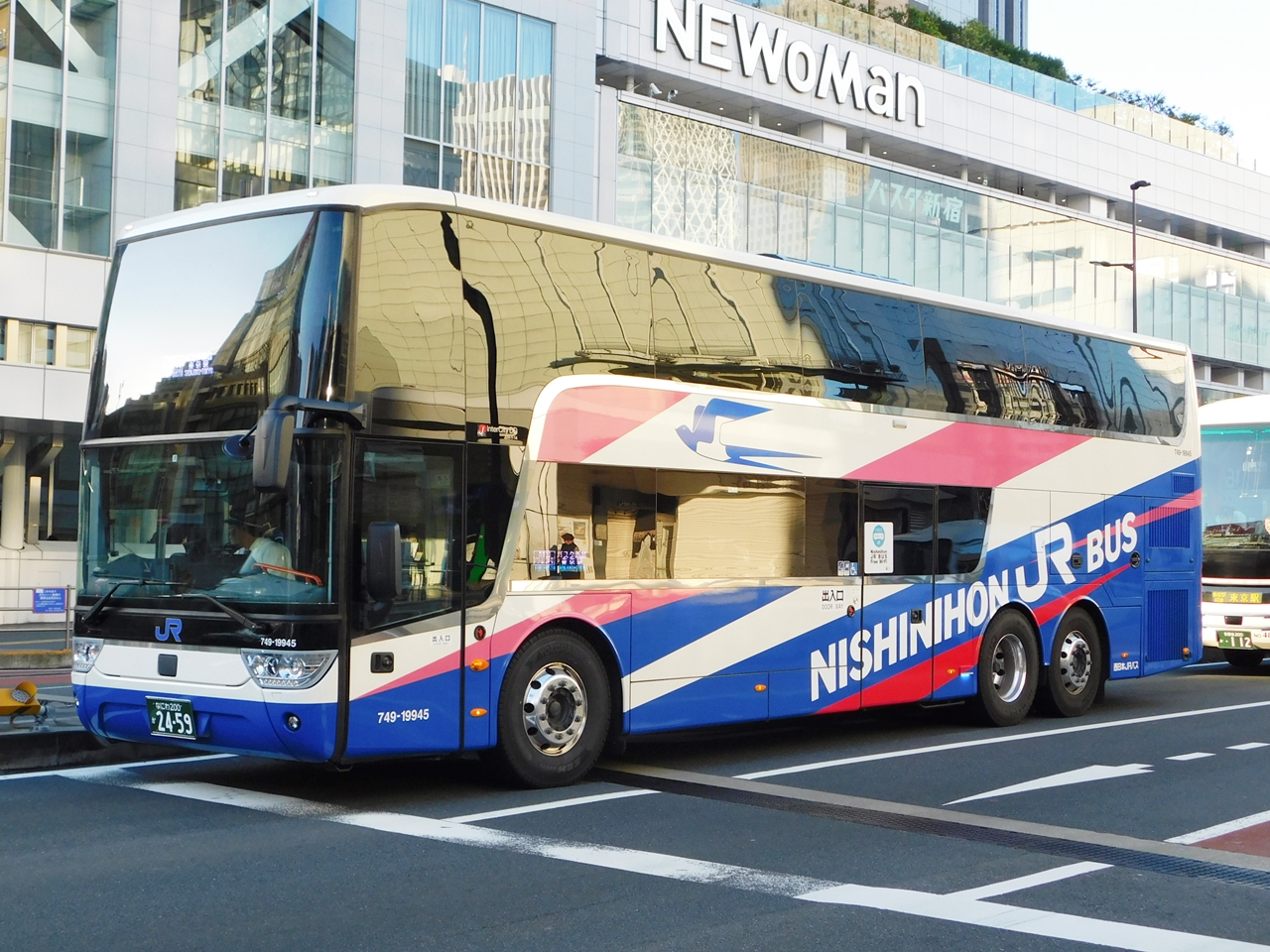
青春エコドリーム号 西日本JRバス 749-19945
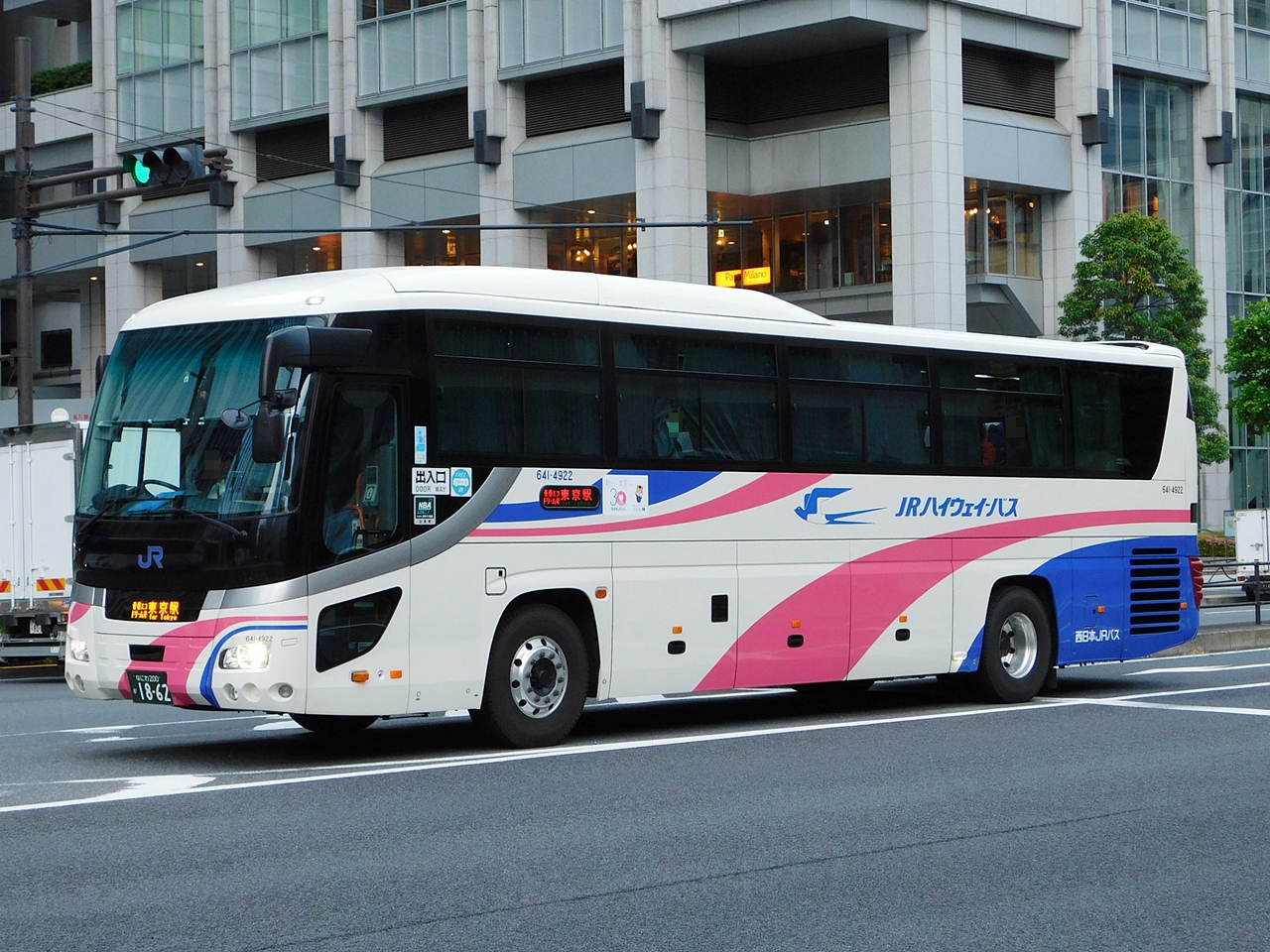
青春エコドリーム号 西日本JRバス 641-4922

※撮影当時の愛称名を表記。
デラックス版

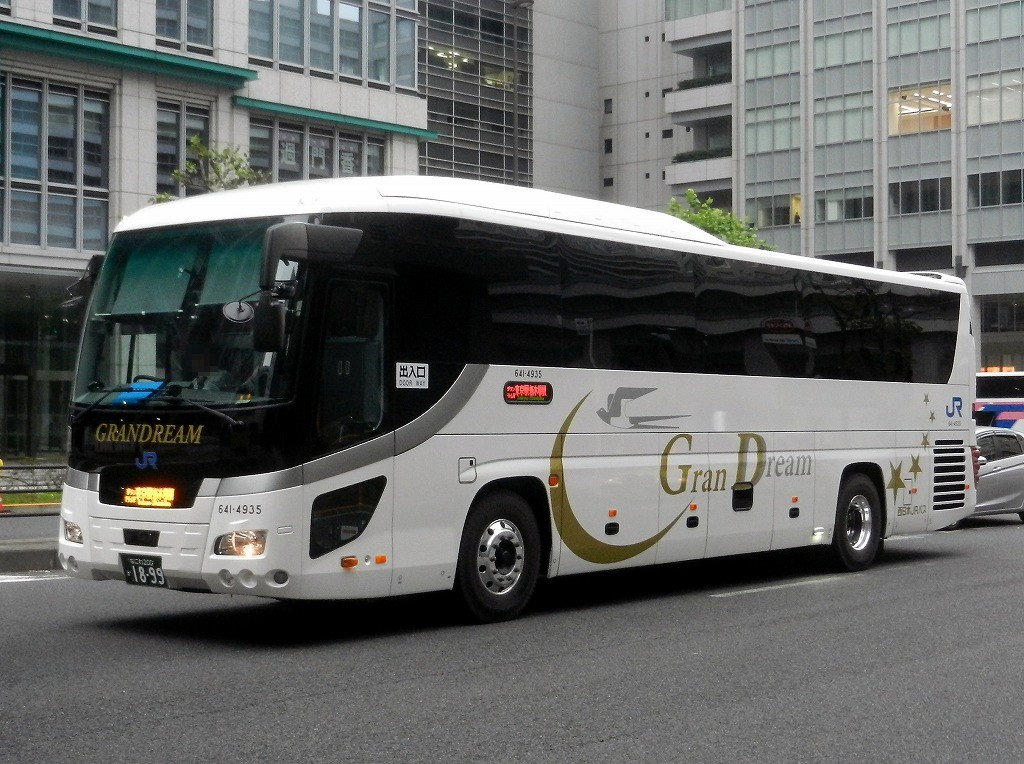
グランドリーム号 西日本JRバス 641-4935
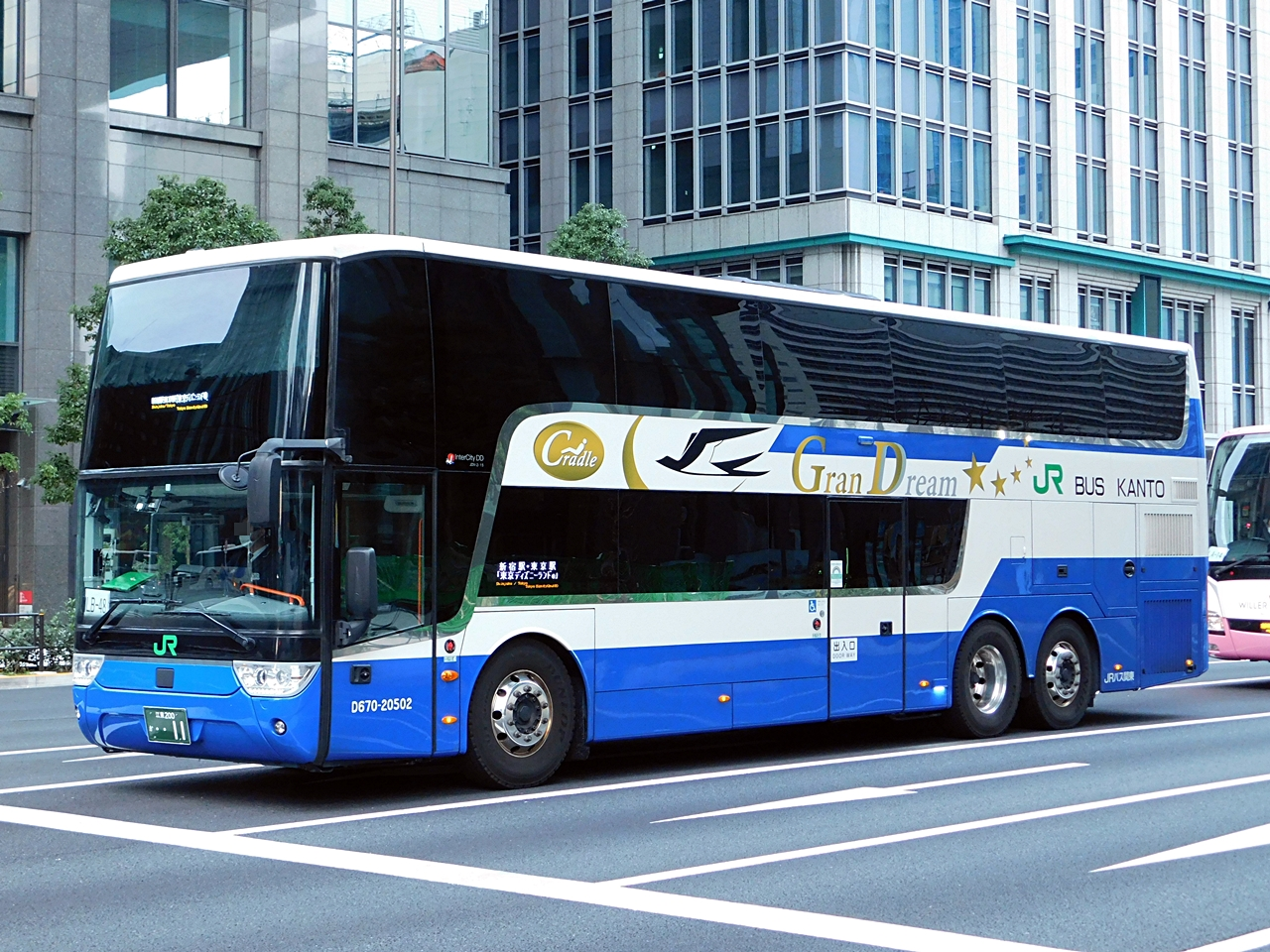
グランドリーム号 JRバス関東 D670-20502
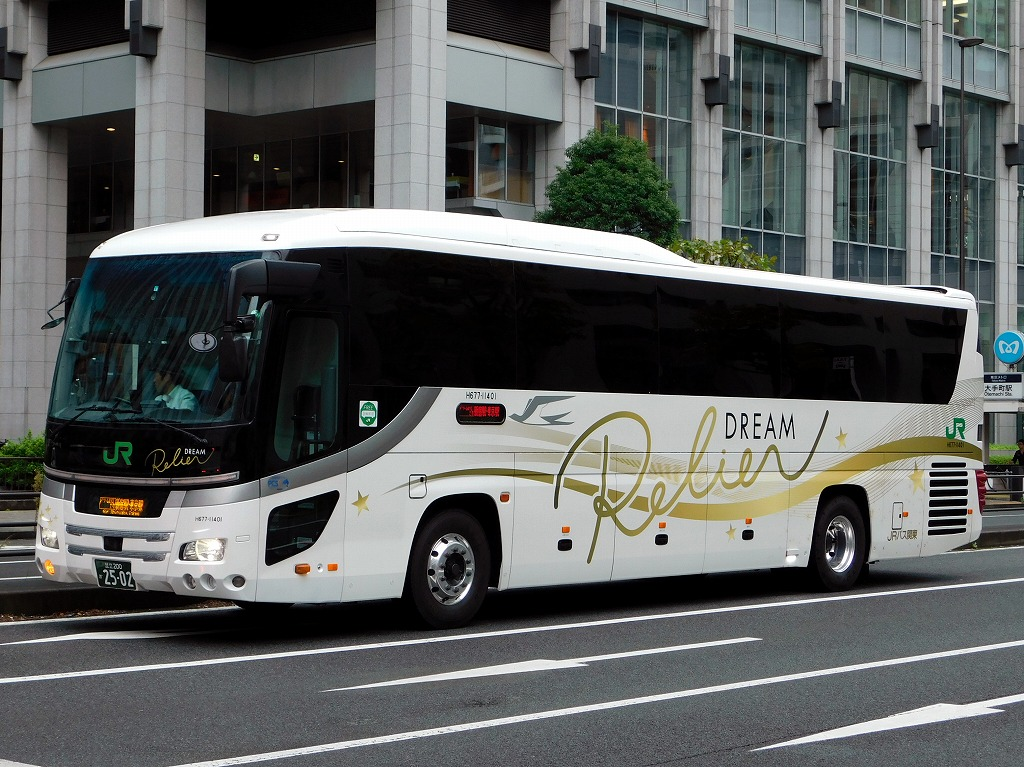
ドリームルリエ号 JRバス関東 H677-11401

廉価版
- 青春エコドリーム号
西日本JRバス
749-19945
- 青春エコドリーム号
西日本JRバス
641-4922

過去の塗色・車両

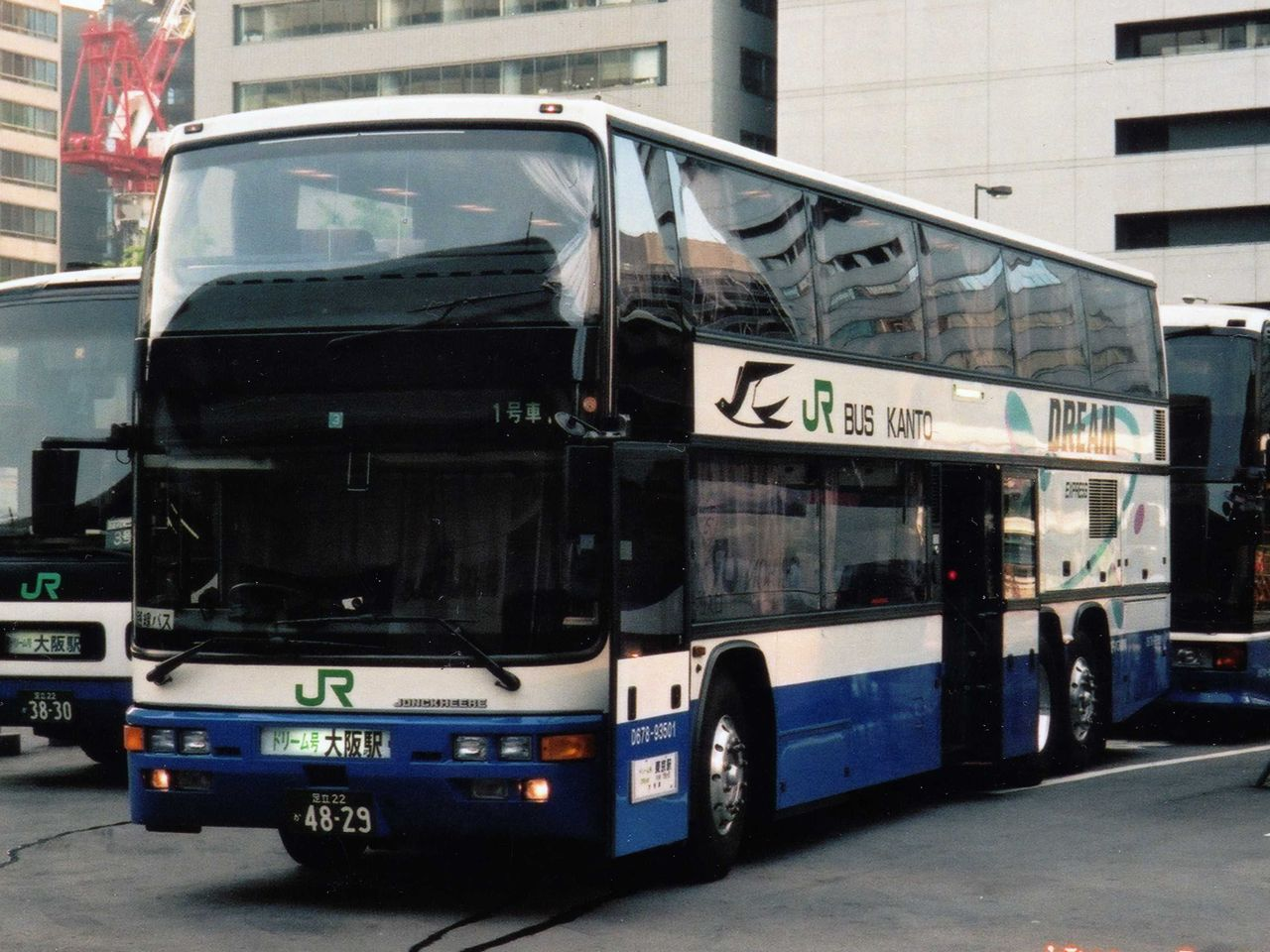
ドリーム大阪号 JRバス関東 D678-93501 （現在は廃車）
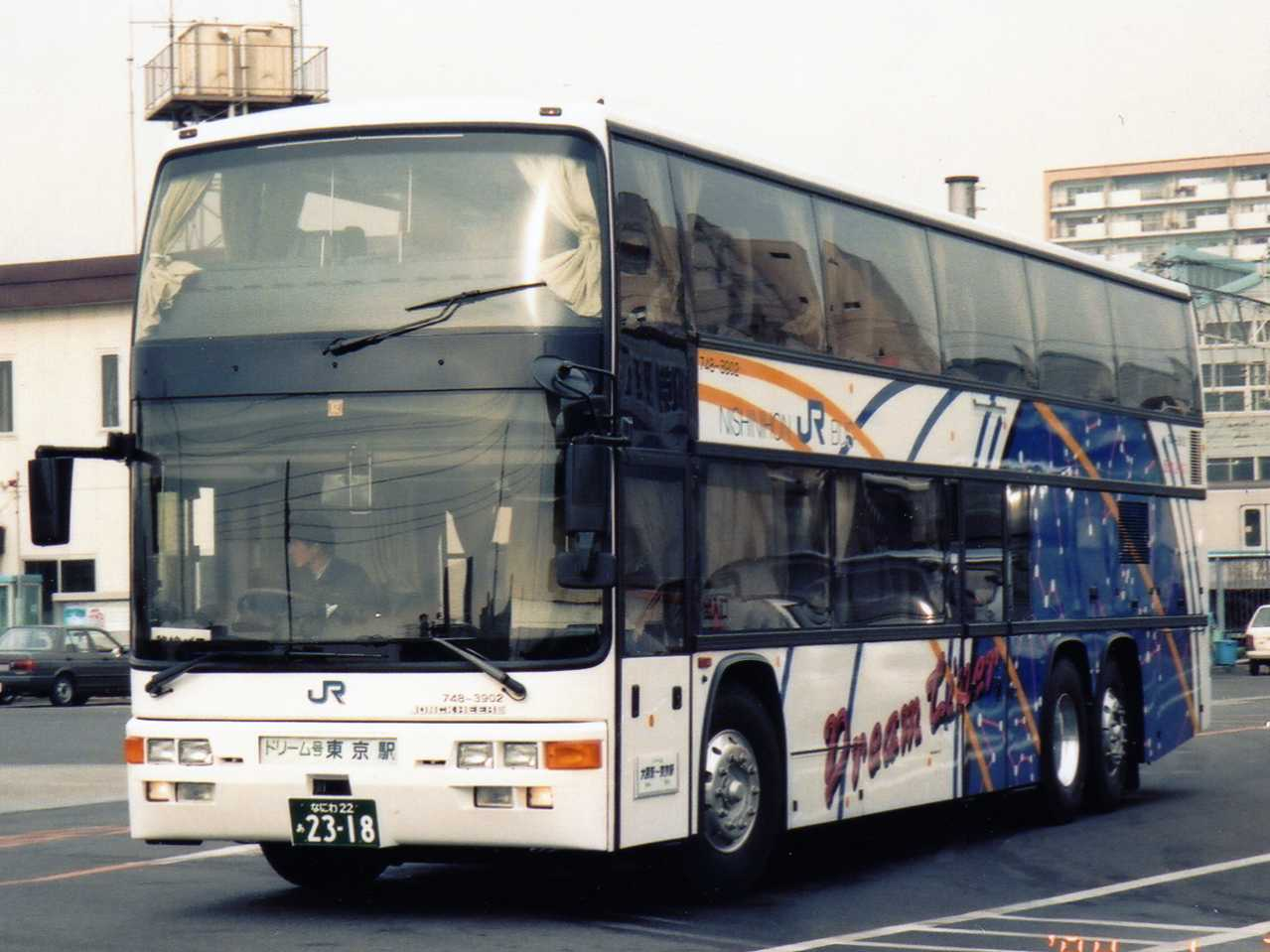
ドリーム大阪号 西日本JRバス 748-3902（Dream Liner塗色）
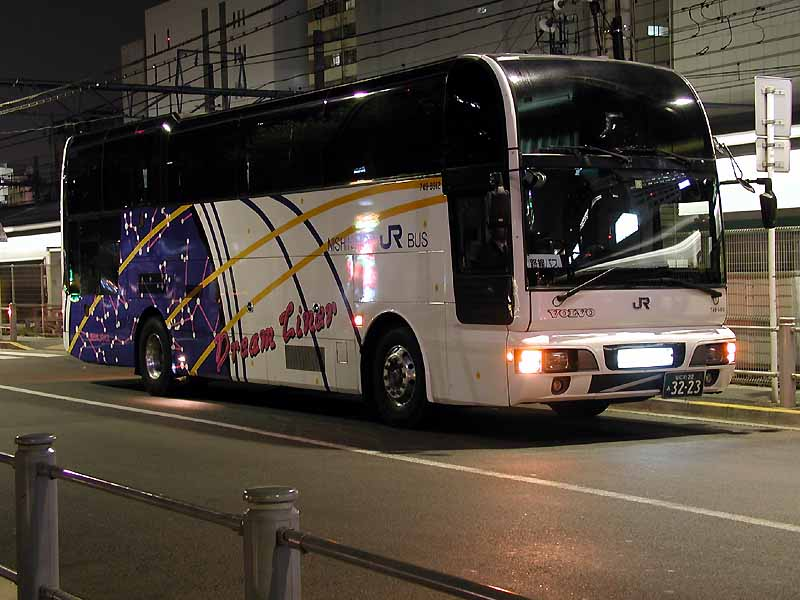
ニュードリーム大阪号 西日本JRバス 749-8912（Dream Liner塗色）
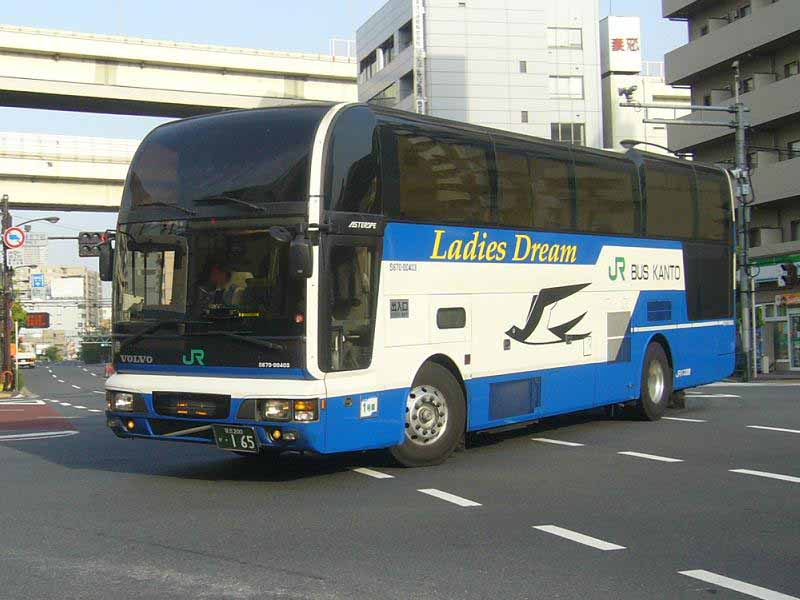
レディースドリーム号 JRバス関東 S670-00404（現在は廃車）
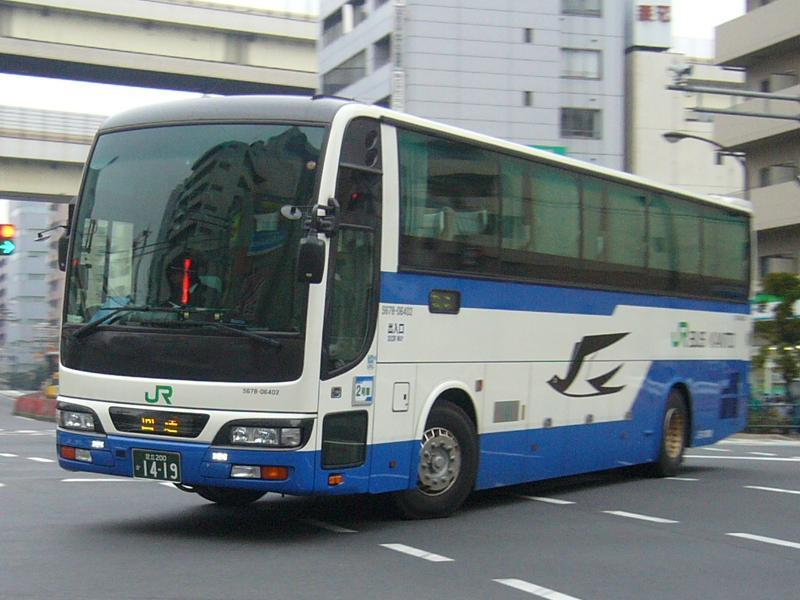
スーパードリーム号用車両（回送運転中） JRバス関東 S678-06402（現在は廃車）
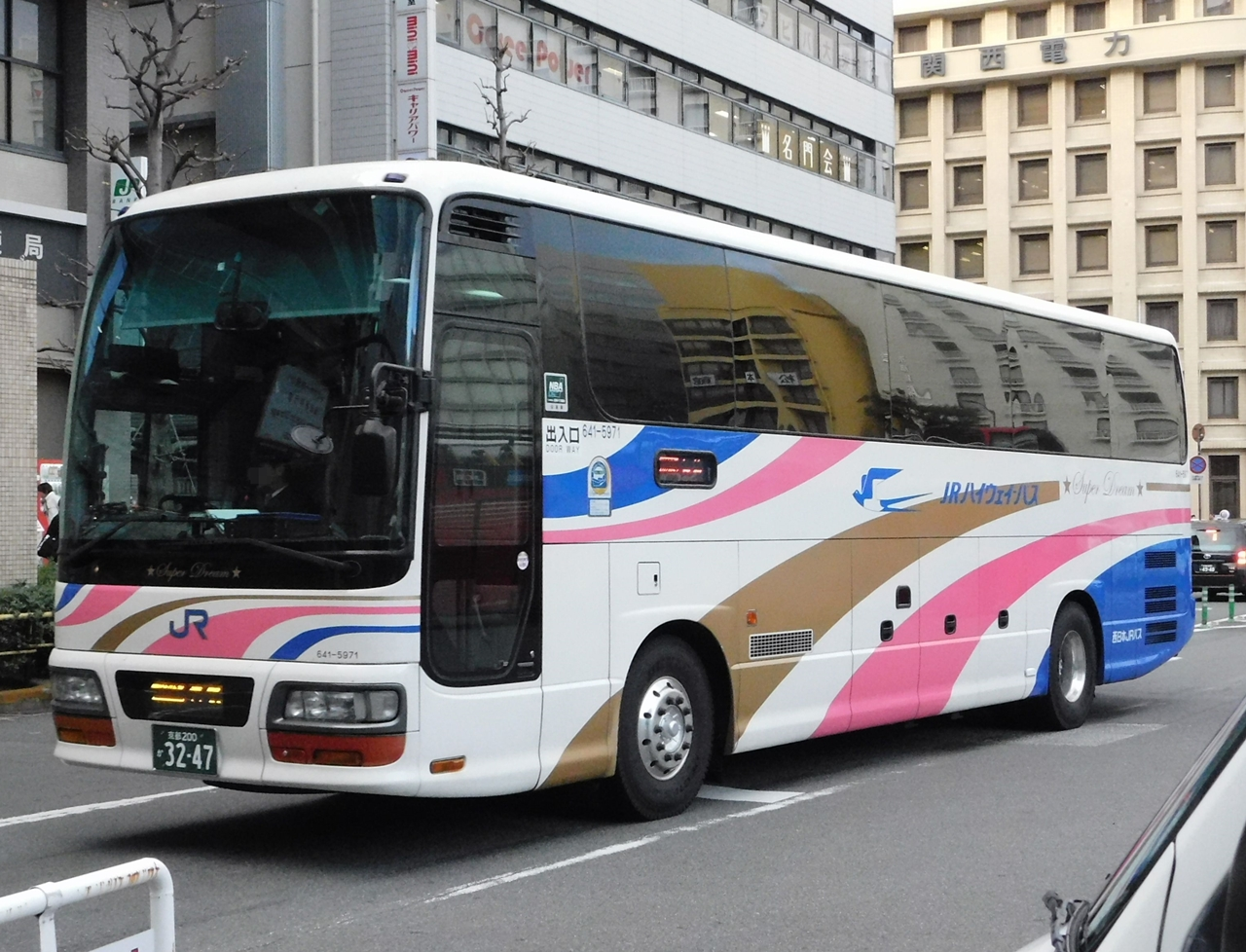
スーパードリーム号用車両 西日本JRバス 641-5971（現在は他路線で運行）
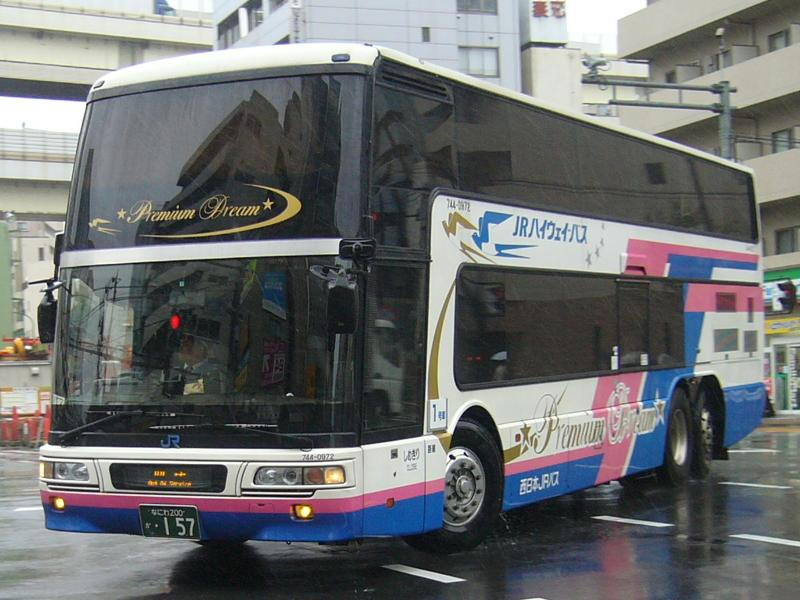
プレミアムドリーム号（運行開始当時の塗色） 西日本JRバス 744-0972
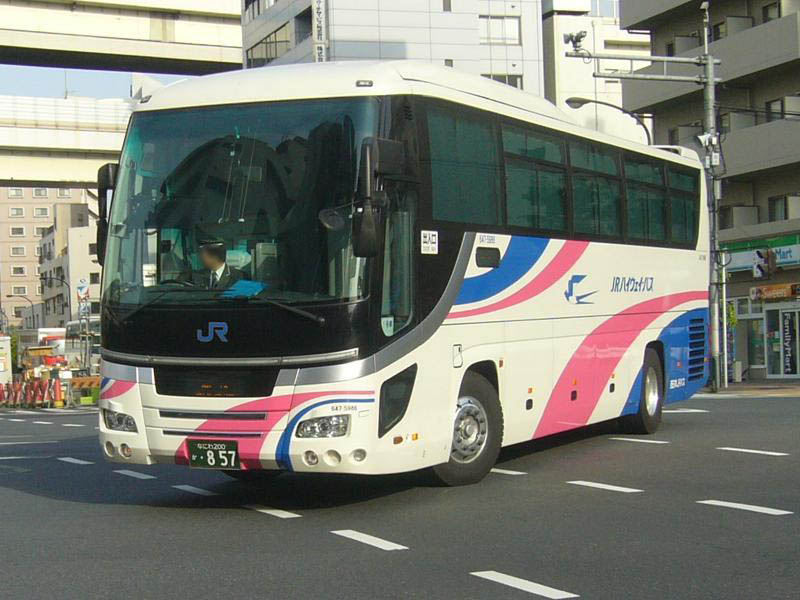
超得割青春号（回送運転中） 西日本JRバス 647-5985（運行を終了）
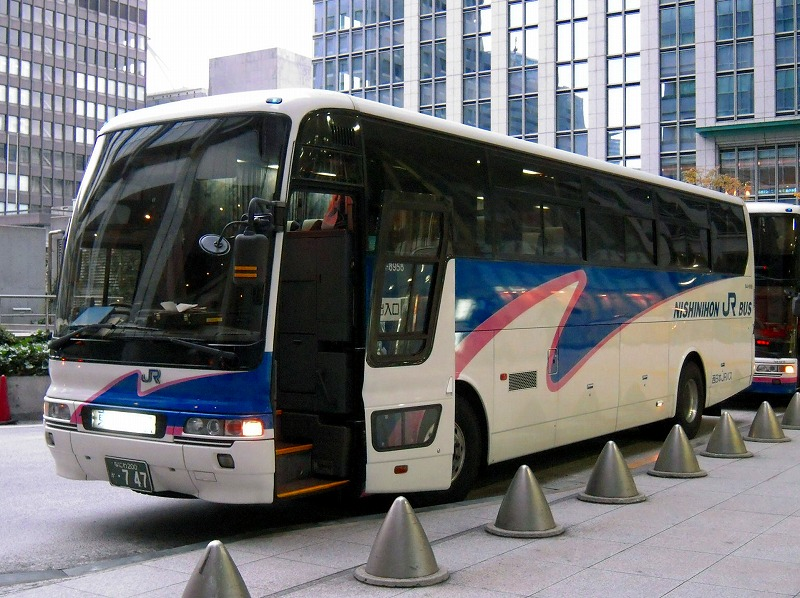
超得割青春東京号 西日本JRバス 644-8958（運行を終了）
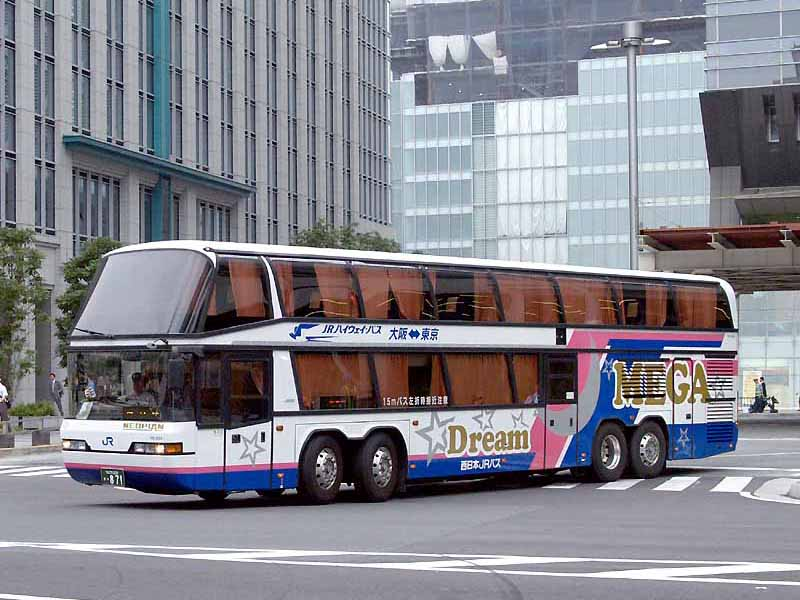
青春メガドリーム号 西日本JRバス 749-2994 （火災事故に遭い廃車）
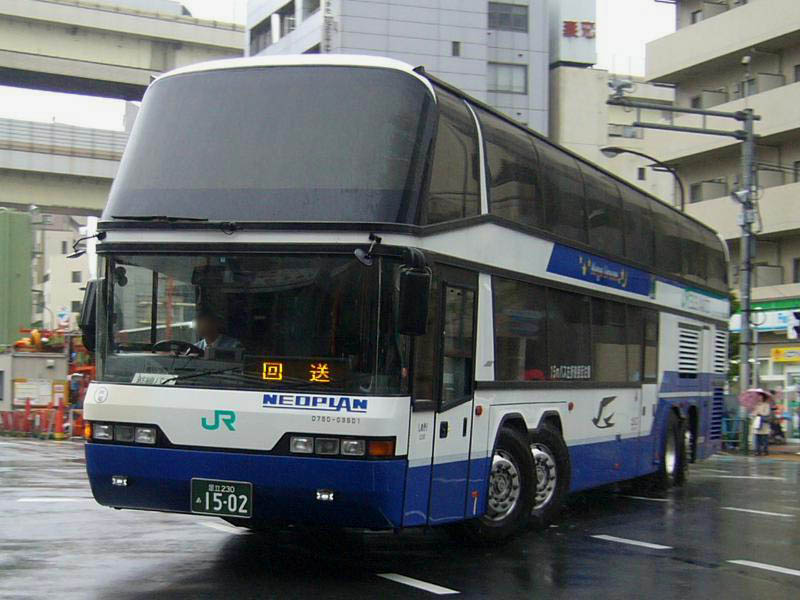
青春メガドリーム号 JRバス関東 D750-03501（火災事故に遭い廃車）
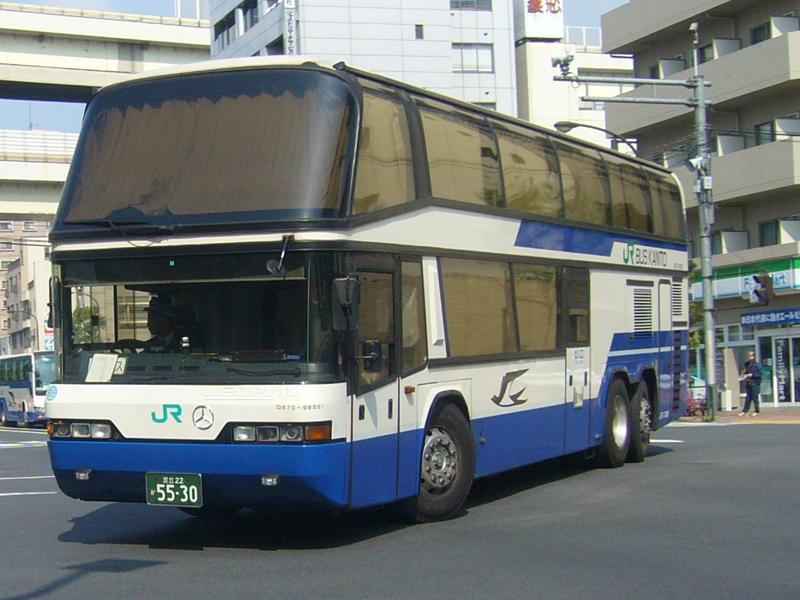
ドリーム神戸号（回送運転中） JRバス関東 D670-98501（現在は廃車）
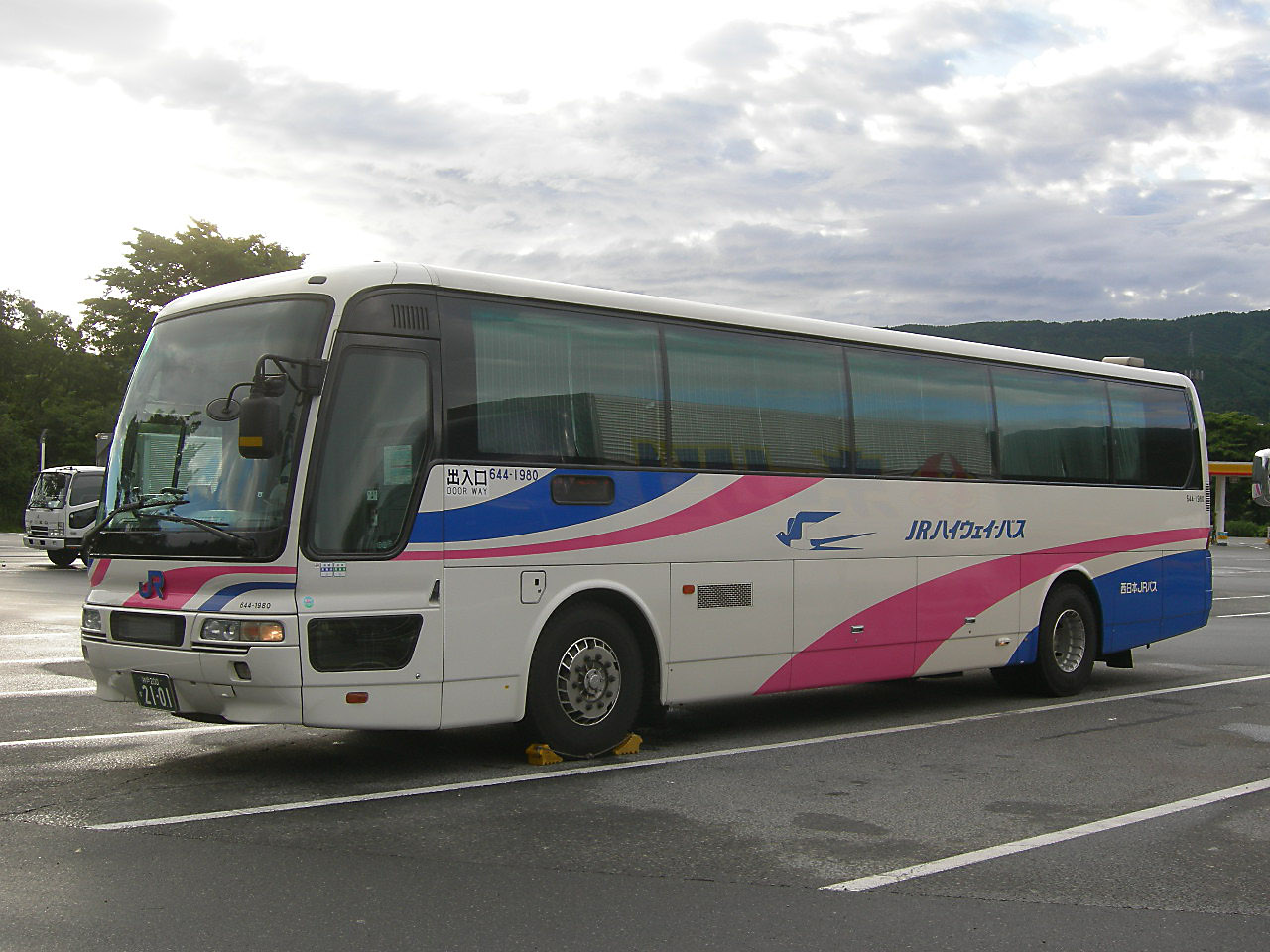
青春ドリーム神戸号 西日本JRバス 644-1980（現在は廃車）
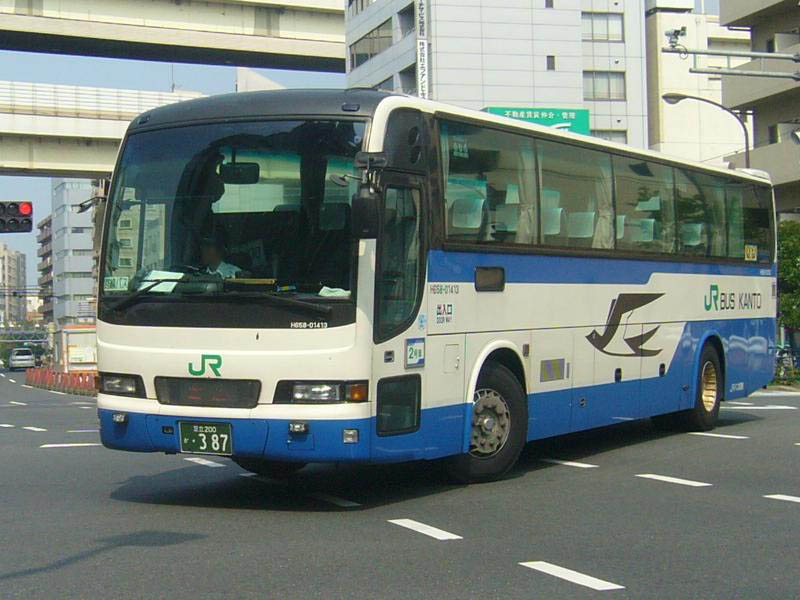
青春ドリーム神戸号（回送運転中） JRバス関東 H658-01413（現在は廃車）
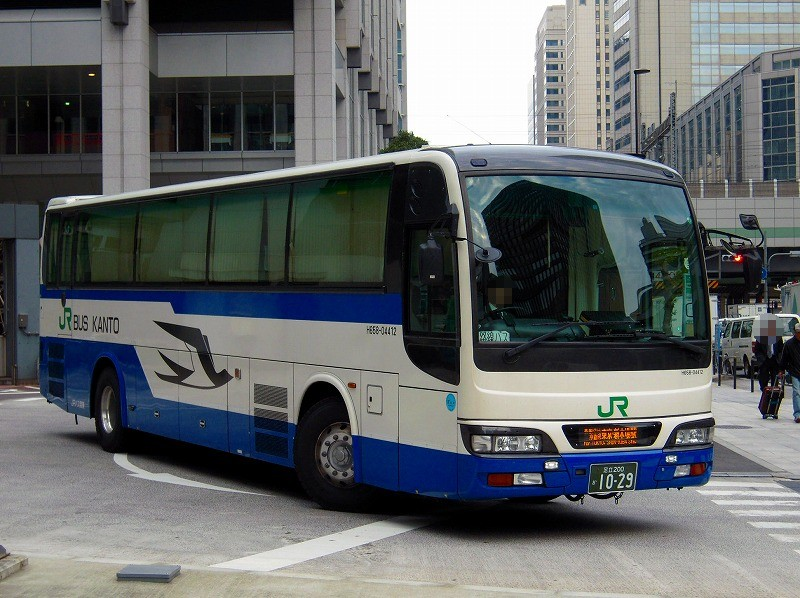
青春ドリーム京都号 JRバス関東 H658-04412（現在は他路線で運行）
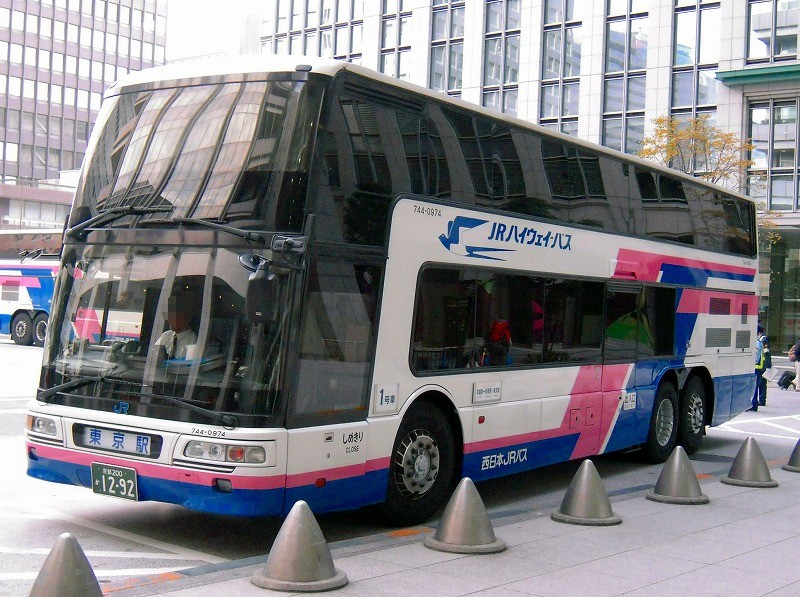
レディースドリーム京都号 西日本JRバス 744-0974（現在は他路線で運行）
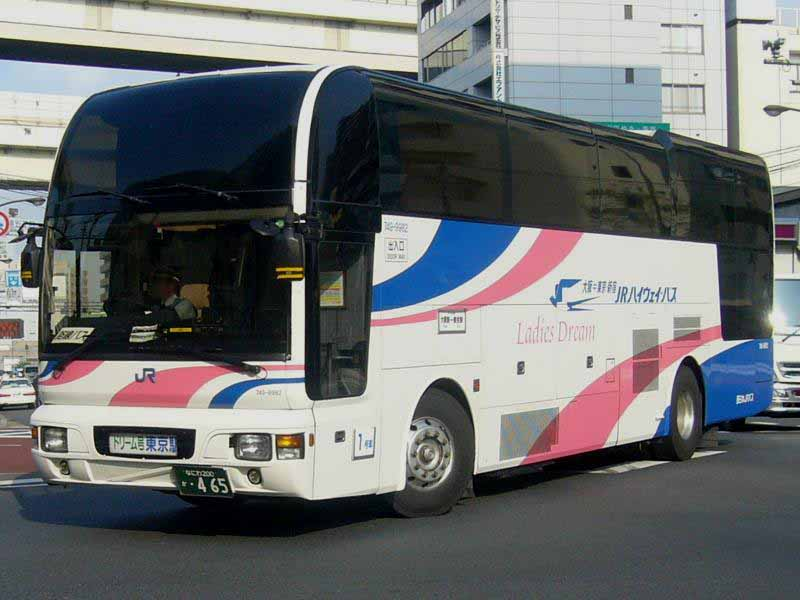
レディースドリーム号 西日本JRバス 749-9982（現在は廃車）
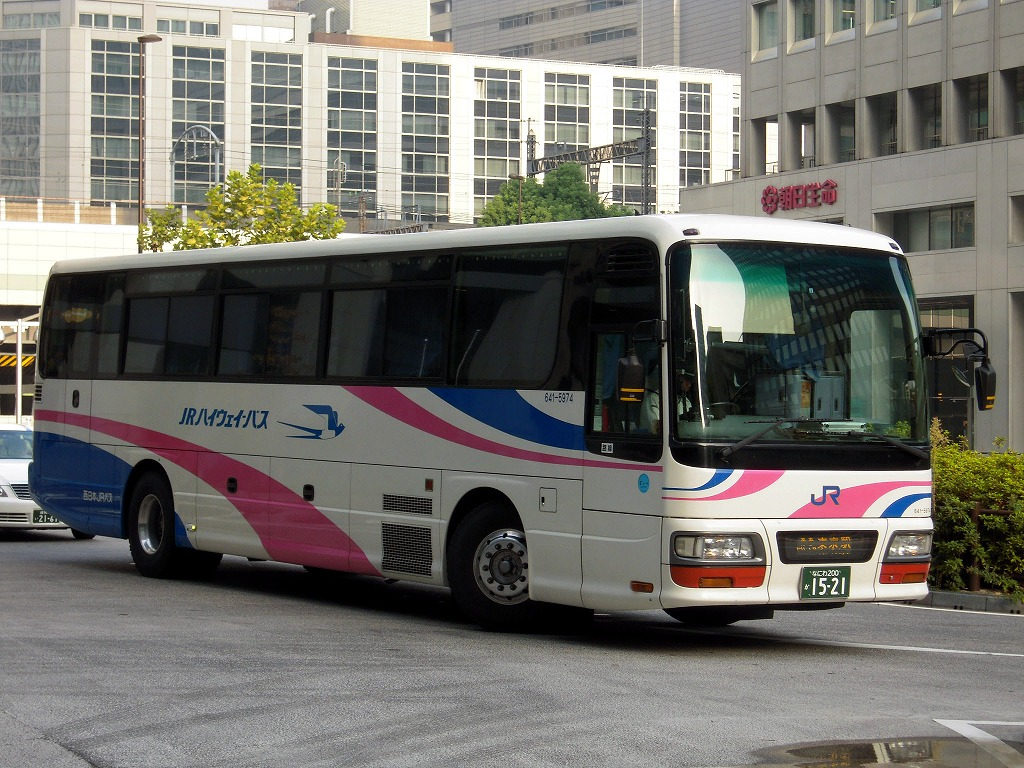
青春ドリーム号 西日本JRバス 641-5974（現在は他路線で運行）
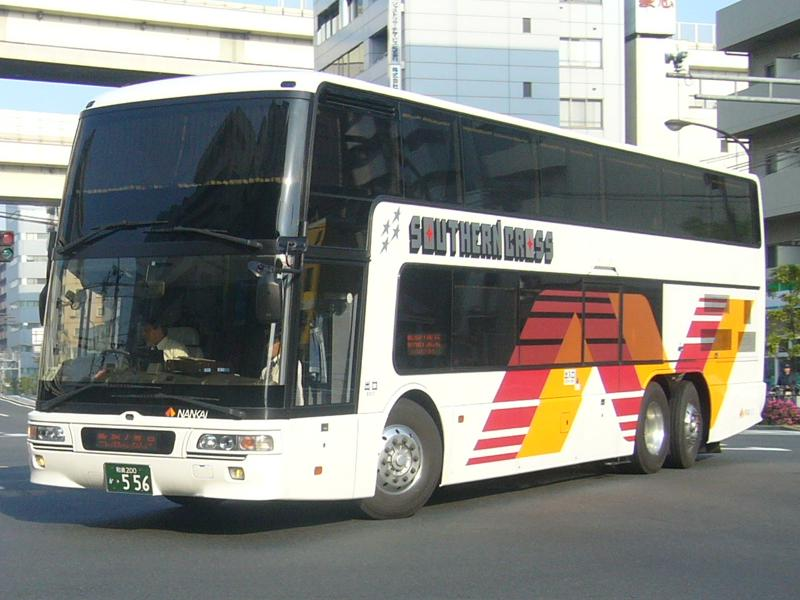
ドリームなんば・堺号（回送運転中） 南海バス（現在は廃車）
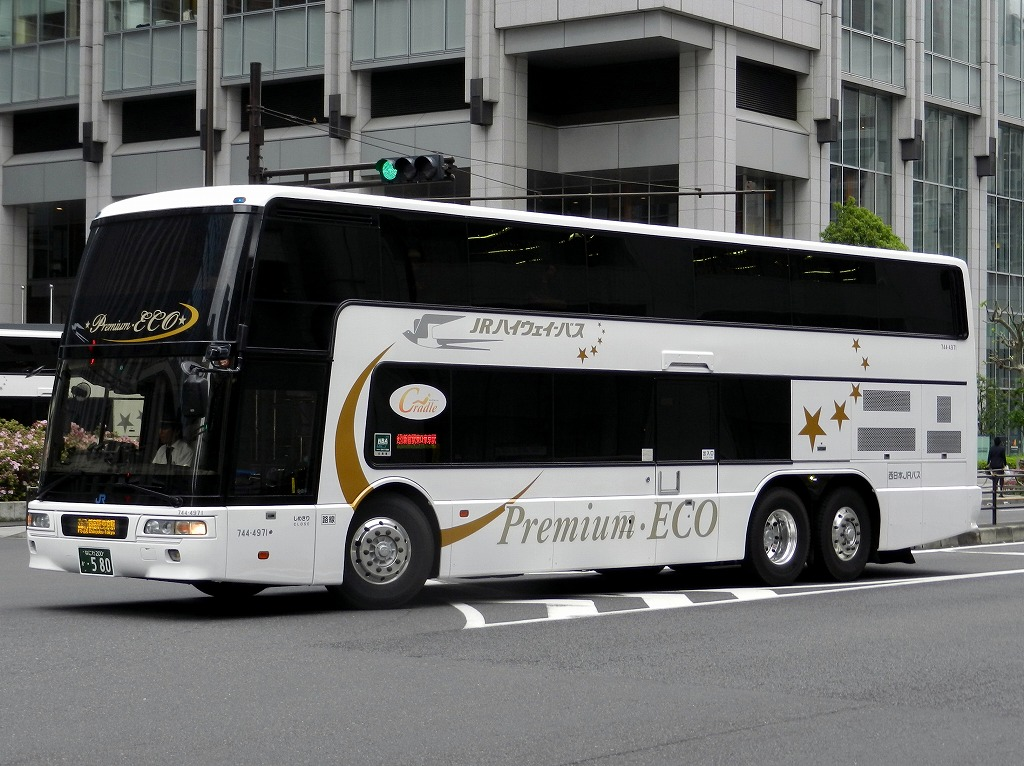
プレミアムエコドリーム号（3列シート・4列シート合造車） 西日本JRバス 744-4971
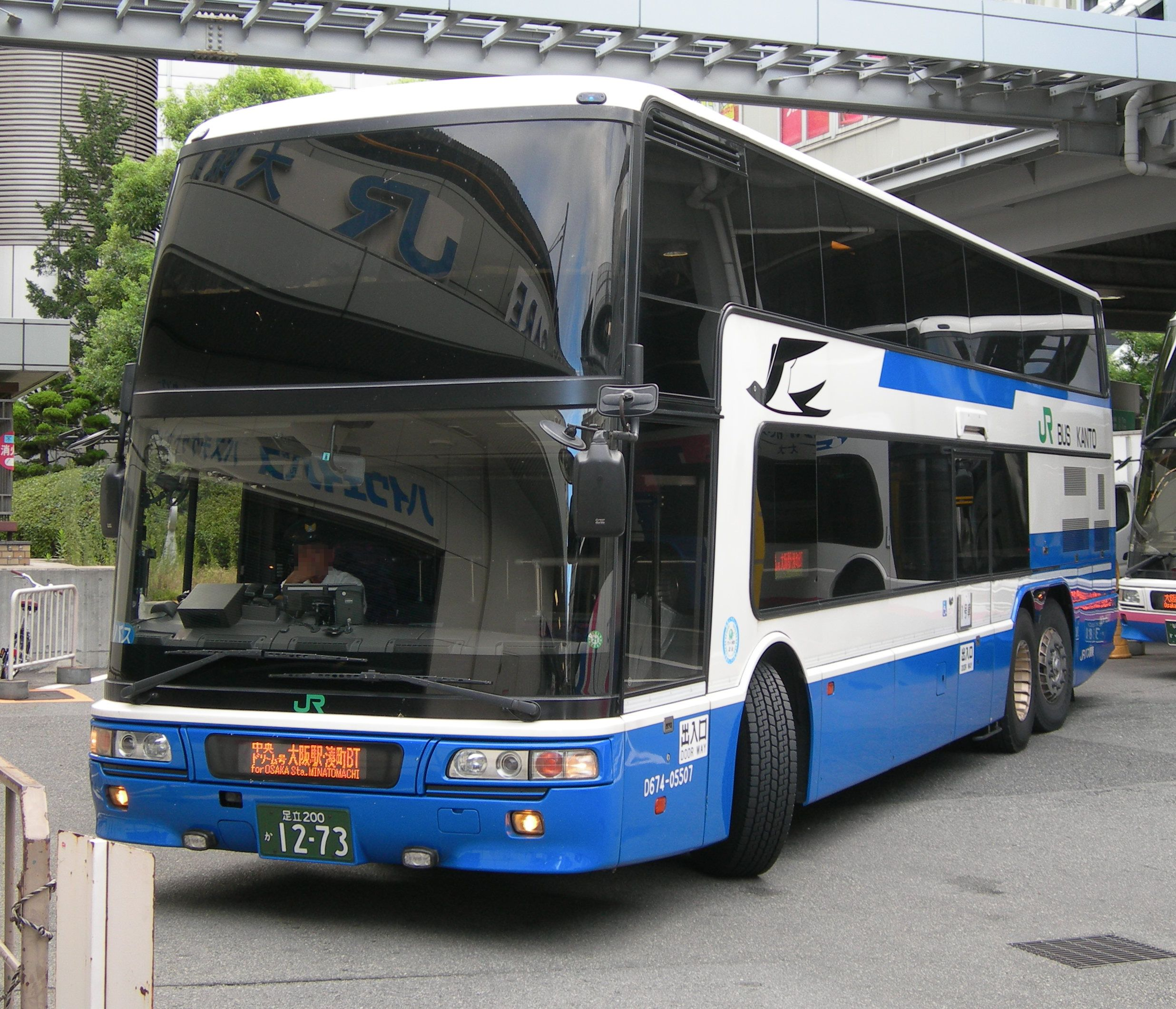
中央ドリーム大阪号 JRバス関東 D674-05507
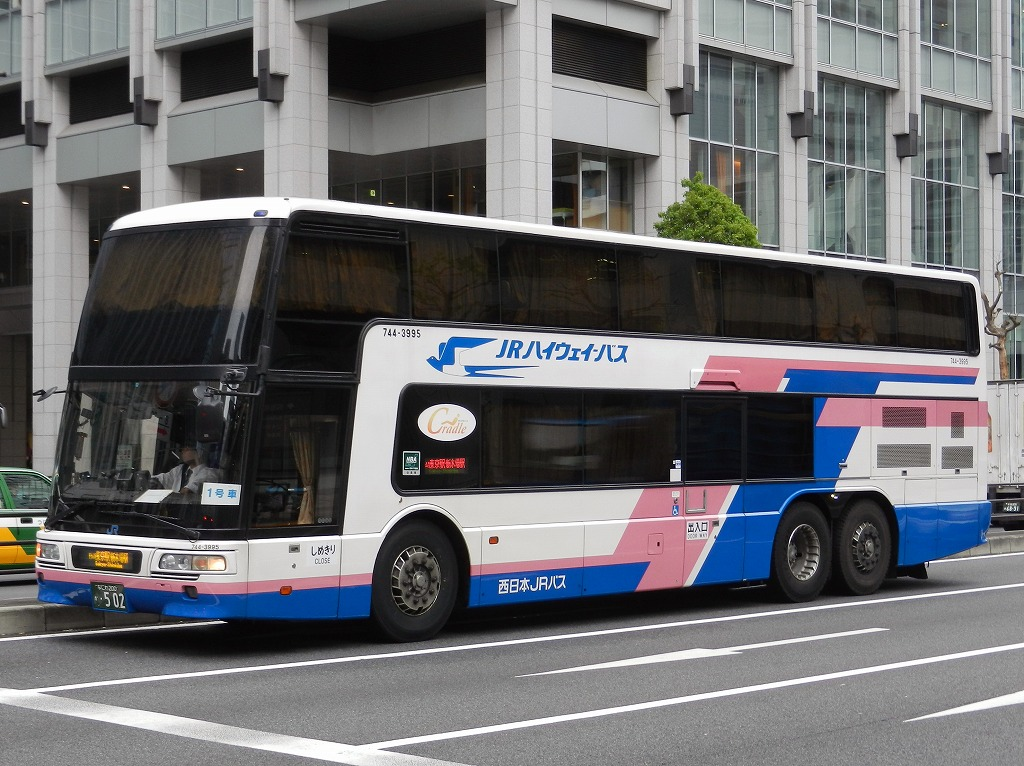
ドリーム号（現在の塗色） 西日本JRバス 744-3995
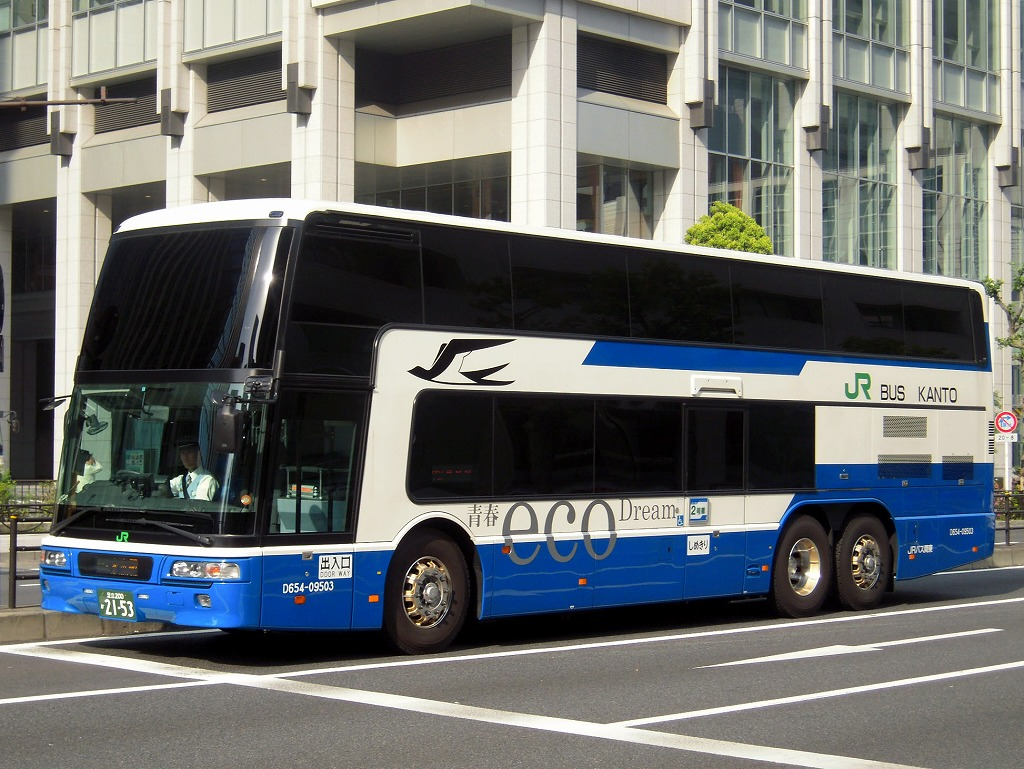
青春エコドリーム号 JRバス関東 D654-09503
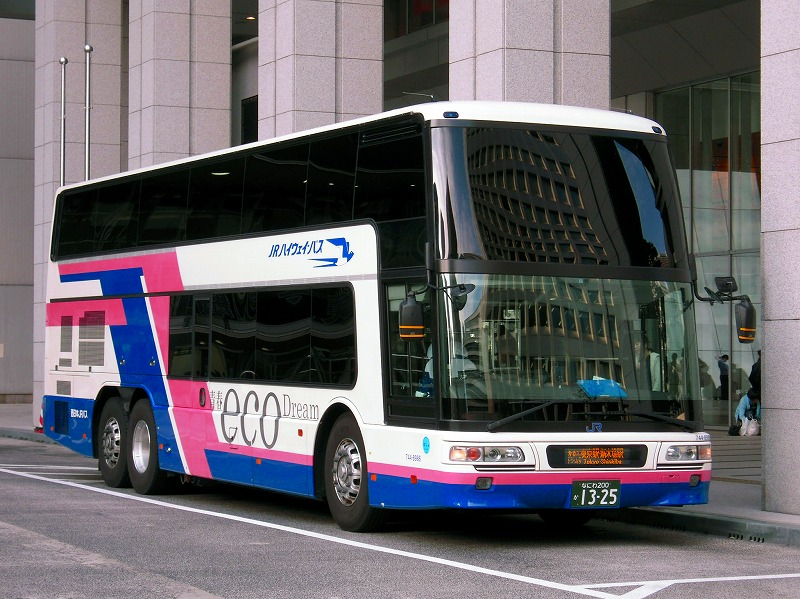
青春エコドリーム号 西日本JRバス 744-8986

### 座席画像一覧

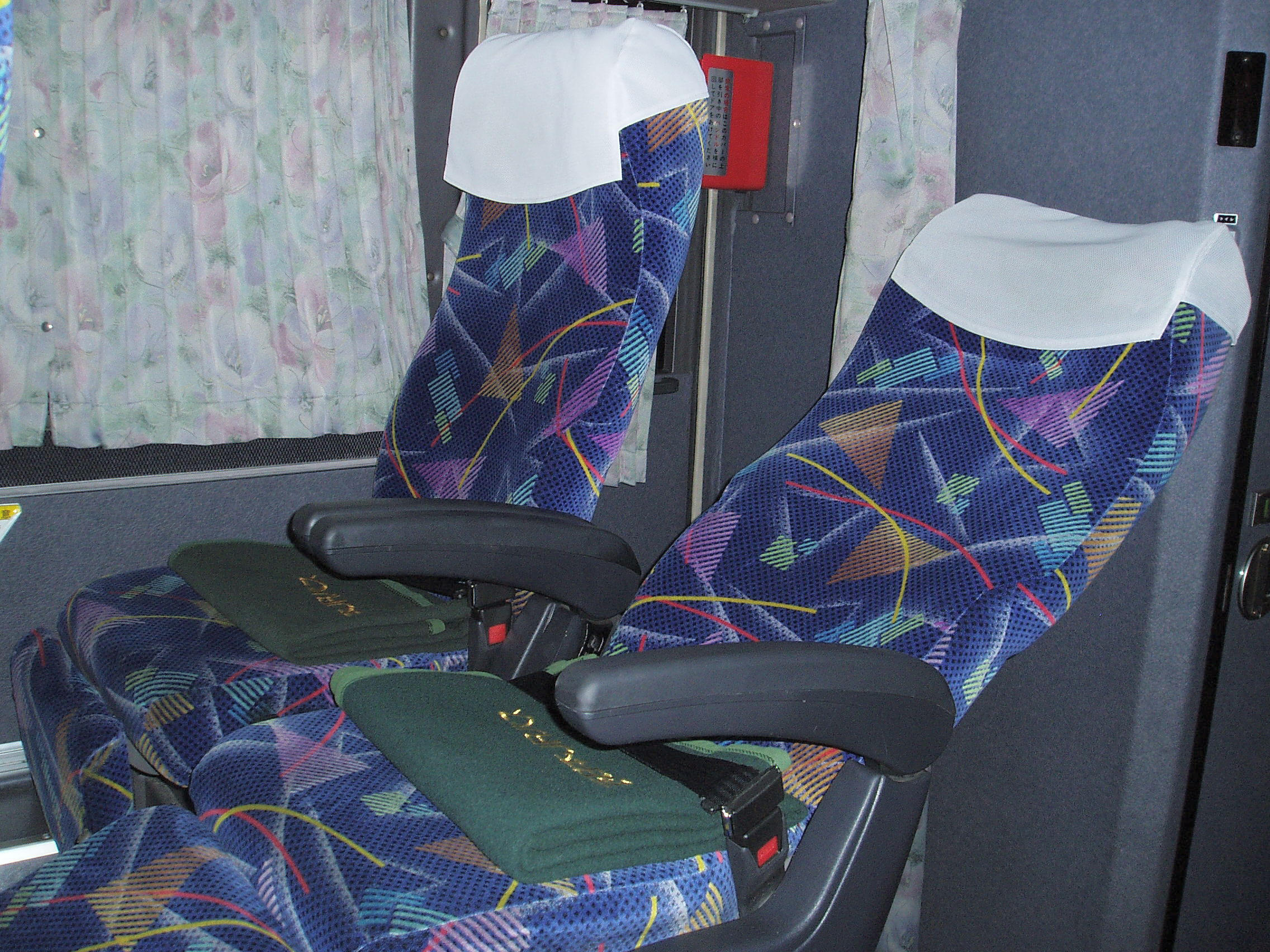
旧ドリーム大阪号のリクライニングシート。住江工業製座席。 西日本JRバス
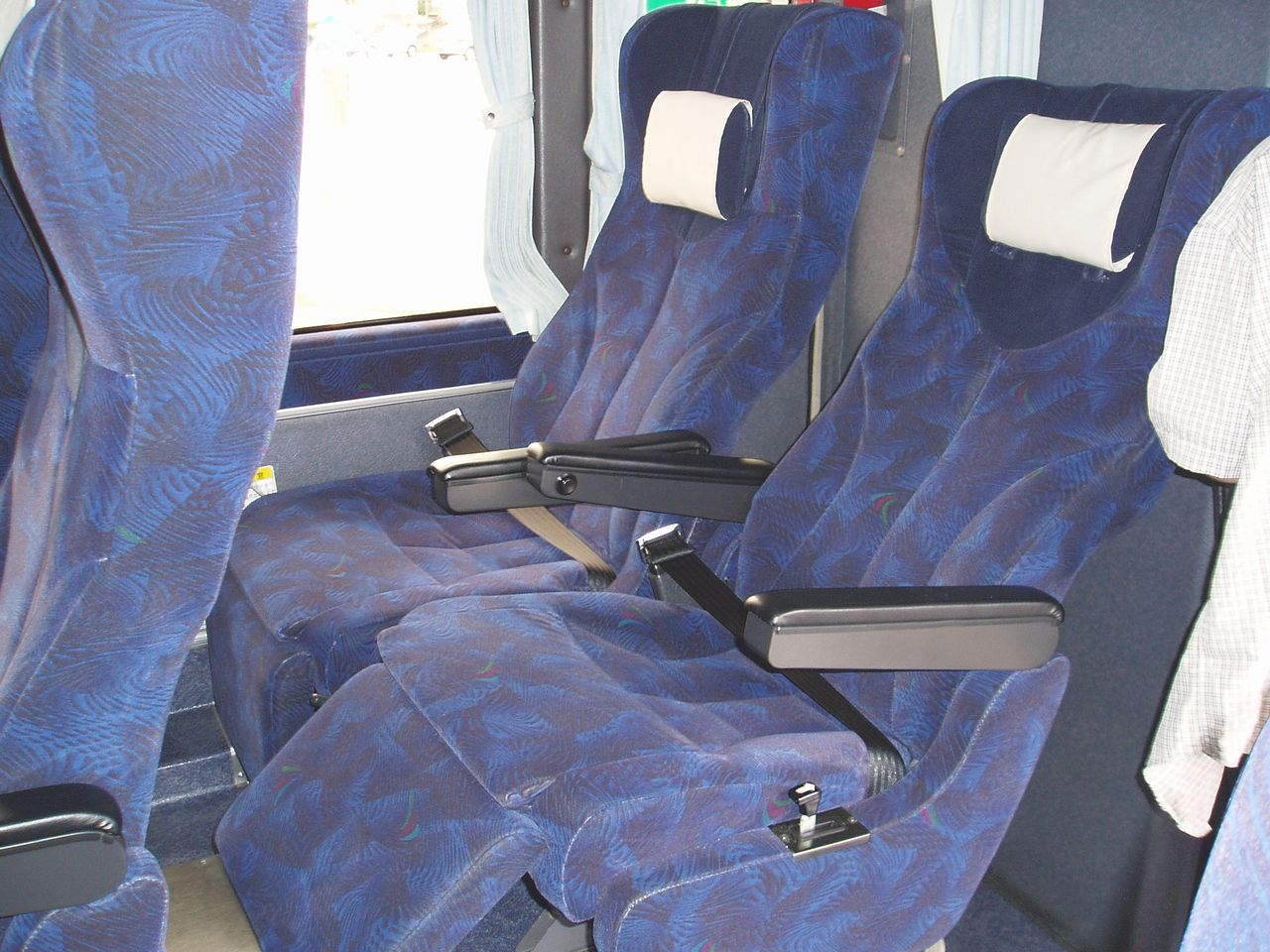
旧ドリーム大阪号の新型リクライニングシート JRバス関東
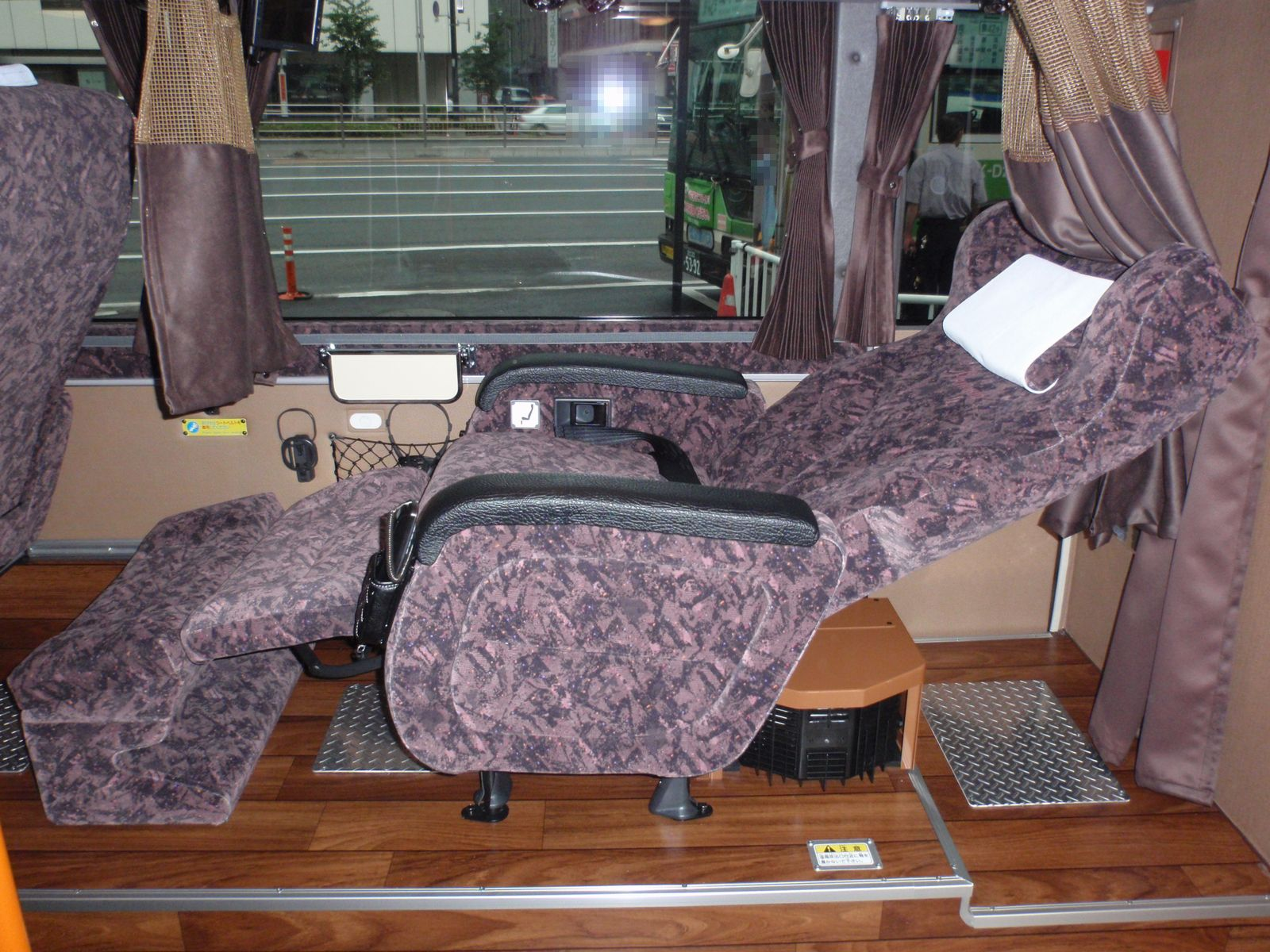
プレミアムドリーム号のプレミアムシート（1階）
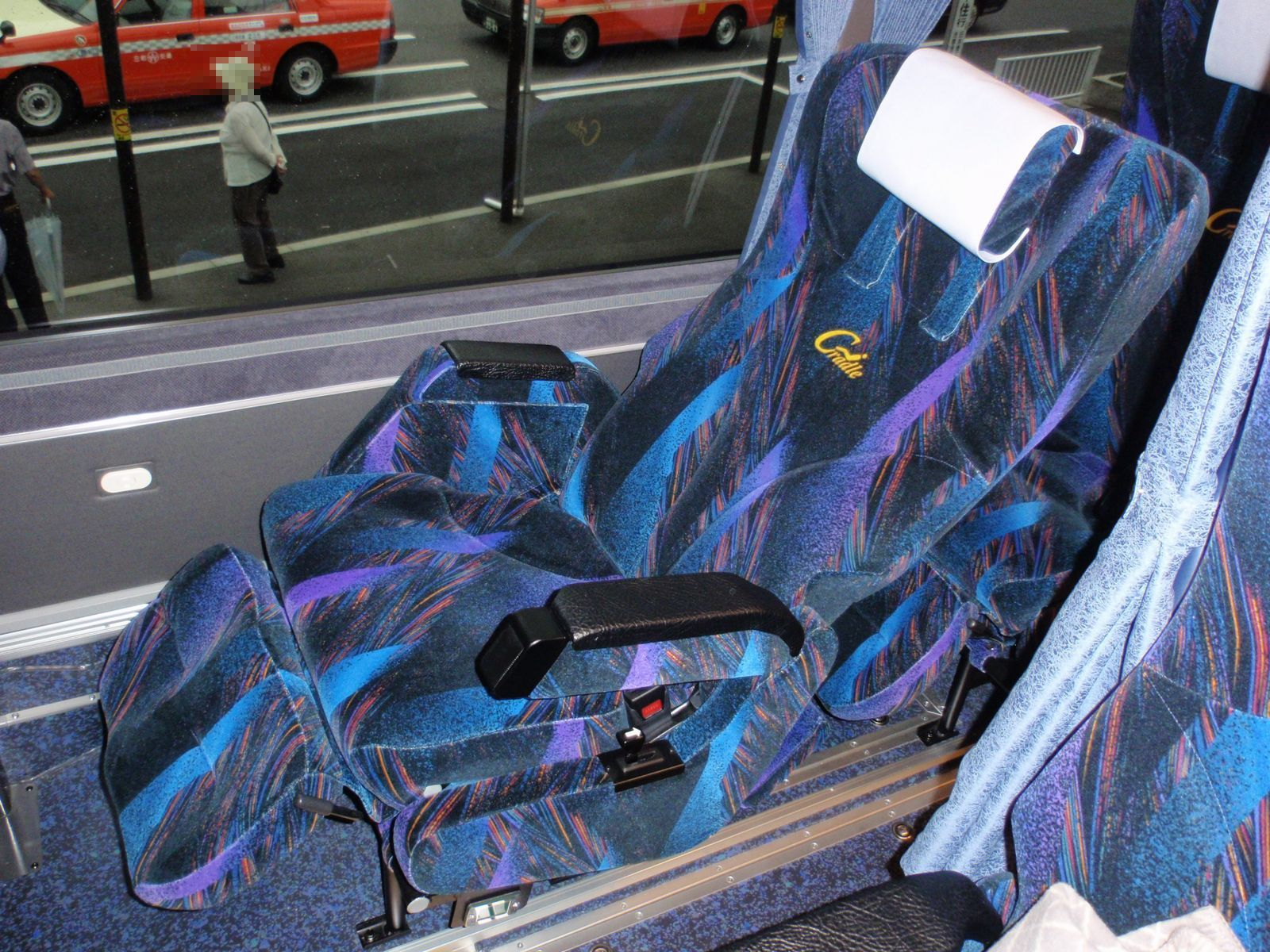
プレミアムドリーム号のクレイドルシート（2階）
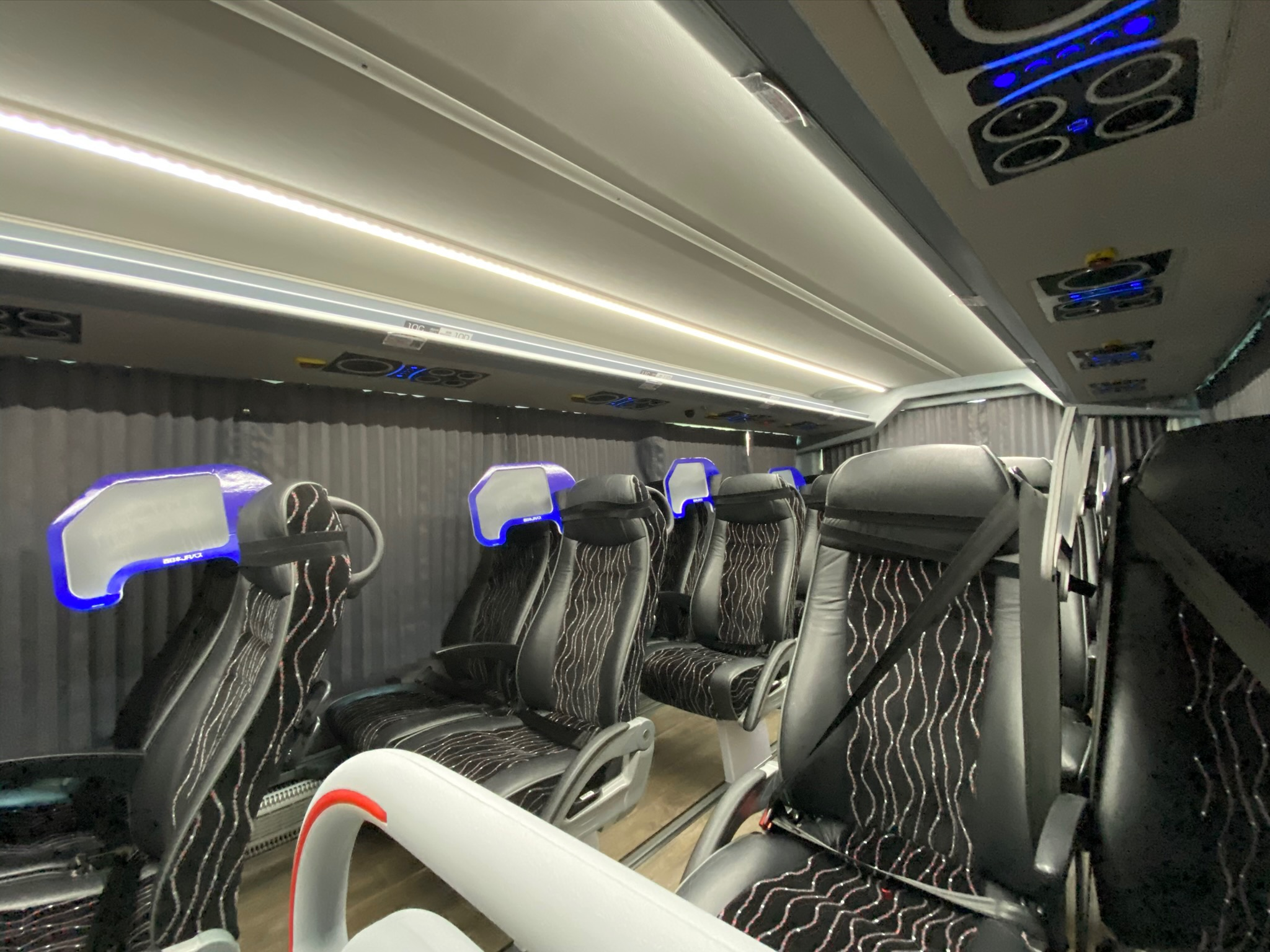
コロナウィルス感染症対策として青春エコドリーム車の座席と座席の間に取り付けられたパーテーション